# 전투 코끼리

앙리폴 모트의 1878년작 한니발의 론강 횡단에 묘사된 전투 코끼리들

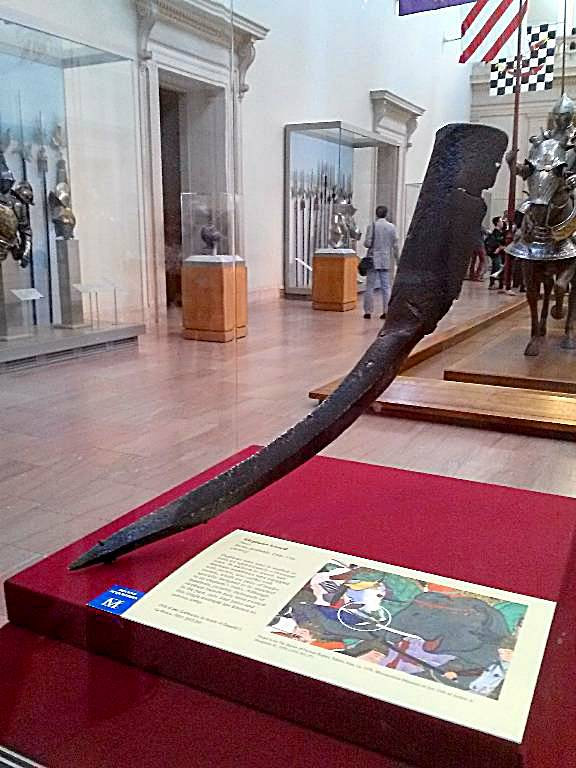
메트로폴리탄 미술관에 전시된 인도 코끼리칼, 길이 61cm

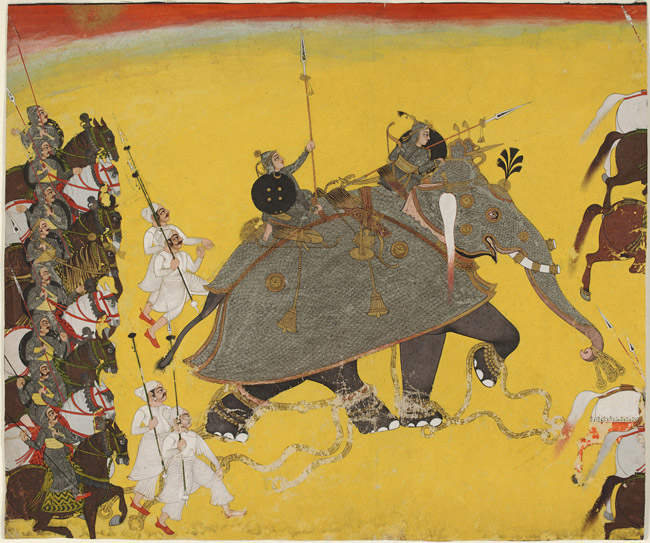
군대의 전투 코끼리를 묘사한 라지푸트 회화

전투 코끼리는 전투를 위해 사람에 의해 조련되고 길들여진 코끼리이다. 역사적으로 전투 코끼리는 주로 적에게 돌격하여 대형을 무너뜨리고 공포와 두려움을 심어주는 데 사용되었다. 코끼리 부대는 코끼리를 탄 병력을 사용하는 특정 군사 부대를 지칭하는 용어이다.
전투 코끼리는 고대, 특히 고대 인도에서 여러 중요한 전투에서 결정적인 역할을 했다. 고대 중국에서는 제한적이고 주기적으로 사용되었지만, 동남아시아 역사적 왕국들의 군대에서는 영구적인 요소가 되었다. 고전 고대 시대에는 고대 페르시아와 지중해 세계에서 마케도니아, 헬레니즘 그리스 국가들, 로마 공화국과 이후 로마 제국, 북아프리카의 고대 카르타고 군대에서 사용되었다. 일부 지역에서는 중세 시대 내내 전장에서 확고한 존재감을 유지했다. 그러나 화기와 다른 화약 무기가 근세 군사전에 확산되면서 그들의 사용은 감소했다. 이후 전투 코끼리는 비전투 공병 및 노동 역할로 제한되었고, 소규모 의식용으로도 사용되었다.

## 고대

### 인도 아대륙
코끼리 전술이 언제 시작되었는지는 불확실하지만, 고대 인도에서 시작되었다는 것이 널리 받아들여지고 있다. 초기 베다 시대에는 전쟁에서 코끼리의 사용이 광범위하게 명시되지 않았다. 그러나 라마야나에서는 인드라가 신화적인 코끼리 아이라바타 또는 우차이슈라바스를 타고 있는 것으로 묘사된다. 코끼리는 후기 베다 시대인 기원전 6세기까지 전쟁에서 널리 사용되었다. 인도 군사 역사에서 코끼리 징병이 증가한 것은 베다 왕국이 인더스-갠지스 평원으로 확장된 시기와 일치하며, 이는 그 중간 시기에 도입되었음을 시사한다. 평화와 전쟁 시, 왕족과 평민 모두 코끼리를 타는 관습은 기원전 6세기 또는 5세기에 처음 기록되었다. 이 관습은 제대로 기록된 역사보다 훨씬 오래된 것으로 여겨진다. 코끼리들은 알렉산드로스 대왕의 군대가 인도에 있을 때 그들에 대항하여 사용되기도 했다.

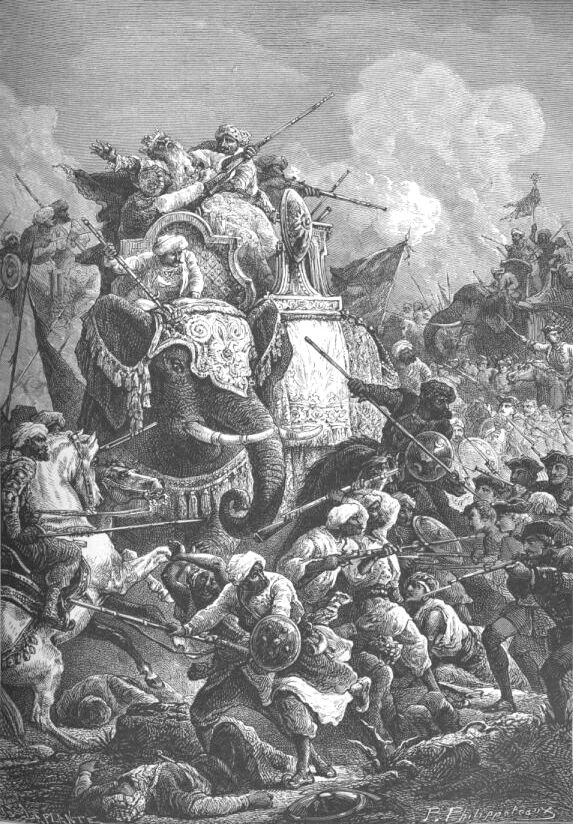
카르나틱 전쟁 중 전투 중인 전투 코끼리

기원전 5세기에서 4세기로 거슬러 올라가는 고대 인도 서사시 라마야나와 마하바라타는 코끼리 전쟁을 정교하게 묘사한다. 이들은 왕실 및 군사 행렬의 필수적인 구성 요소로 인식된다. 고대 인도에서는 처음에는 보병, 기병, 코끼리, 전차로 구성된 사군(차투랑가)이었다. 왕과 왕자들은 주로 전차를 탔는데, 이는 가장 왕족적인 것으로 여겨졌고, 코끼리 등에는 거의 타지 않았다. 왕족에게 전차 다음으로 여겨졌지만, 코끼리는 전사들, 특히 엘리트 전사들의 선호하는 탈것이었다. 전차는 결국 사라졌지만, 다른 세 병과는 계속해서 가치를 지녔다. 서사시 마하바라타의 많은 인물들은 이 예술에 훈련되었다. 쿠루크셰트라 전쟁에 설정된 교전규칙에 따르면, 두 남자는 코끼리를 포함한 동일한 무기와 탈것을 사용하여 결투해야 했다. 마하바라타에서 악샤우히니 전투 대형은 전차 1대 : 코끼리 1대 : 기병 3명 : 보병 5명의 비율로 구성된다. 마하바라타의 많은 인물들은 코끼리 전쟁 기술에 능숙한 것으로 묘사되었다. 예를 들어, 두료다나는 사기가 저하된 카우라바 군대를 강화하기 위해 코끼리를 타고 전투에 나선다. 니까야와 비나야 피타카와 같은 경전은 군대 조직에서 코끼리를 적절한 위치에 배치한다. 삼윳따 니까야는 추가적으로 고타마 붓다가 '핫타아로호 가아마니'의 방문을 받았다고 언급한다. 그는 용병 군인으로서 코끼리 부대를 구성하는 직업으로 묶인 마을 공동체의 수장이다.
고대 인도 왕들은 전쟁에서 코끼리를 분명히 중요하게 여겼으며, 일부는 코끼리 없는 군대는 사자 없는 숲이나 왕 없는 왕국, 또는 무기 없는 용기만큼이나 비열하다고 말했다. 십육대국의 부상과 함께 코끼리의 사용은 더욱 증가했다. 마가다의 확장을 시작한 빔비사라 왕(기원전 기원전 543년 경)은 그의 전투 코끼리에 크게 의존했다. 십육대국은 마하파드마 난다 치하의 난다 왕조에게 정복되었다. 쿠르티우스에 따르면, 알렉산드로스는 난다 왕국이 보병 200,000명, 기병 20,000명, 코끼리 3,000마리, 사두마차 2,000대를 보유하고 있다는 것을 알게 되었다. 디오도로스는 코끼리의 수를 4,000마리로 기록한다. 플루타르코스는 보병을 제외하고 이 수치를 상당히 부풀린다. 그에 따르면, 난다군은 보병 200,000명, 기병 80,000명, 코끼리 6,000마리, 전차 8,000대를 포함했다. 알렉산드로스에게 보고된 수치는 침략자들을 오도하려는 동기를 가진 현지 인도 인구에 의해 과장되었을 가능성이 있다. 알렉산드로스 대왕은 베아스강 강변에서 난다 왕조와 접촉했으며, 그의 군대가 진격하기를 꺼려하여 돌아갈 수밖에 없었다. 이 코끼리들의 수와 기량이 역사 기록에 의해 과장되었더라도, 이 시기에 코끼리들은 전쟁 기계로서 확고히 자리 잡았다.

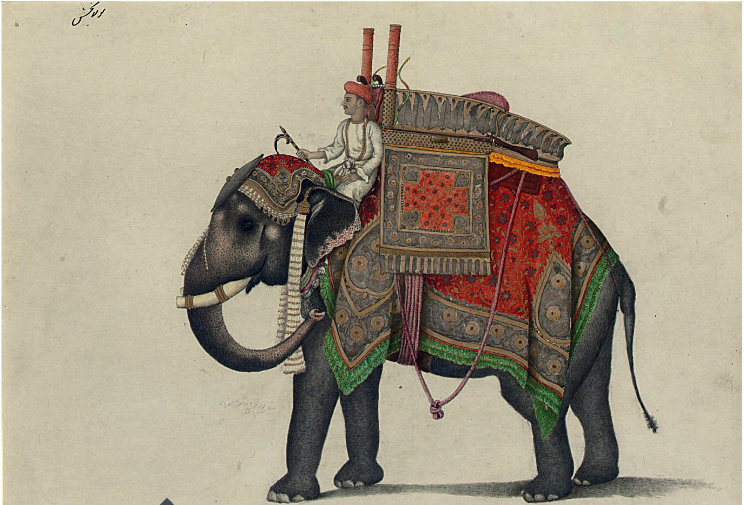
권총, 활, 소총이 포함된 사냥 하우더를 가진 이 코끼리와 조련사는 아마도 무굴 황제의 마구간 출신일 것이다.

권력의 정점에 있을 때, 마우리아 제국의 찬드라굽타 마우리아는 보병 60만 명, 기병 3만 명, 전차 8천 대, 전투 코끼리 9천 마리 외에 추종자와 수행원을 거느린 군대를 지휘했다고 한다. 마우리아 제국에서는 30명으로 구성된 전쟁 부서가 6개의 위원회로 이루어져 있었다. 여섯 번째 위원회는 코끼리를 관리했으며, 가자디야크샤(Gajadhyaksha)가 수장을 맡았다. 가자디야크샤는 코끼리 관리인이자 그의 자격을 나타내는 직책이었다. 차나키야가 아르타샤스트라에 기록한 마우리아 제국에서의 코끼리 사용. 차나키야에 따르면, 전투 코끼리를 잡고 훈련시키고 통제하는 것은 군사 아카데미에서 가르치는 가장 중요한 기술 중 하나였다. 그는 찬드라굽타에게 코끼리들의 복지를 위해 숲속 보호구역을 설치할 것을 조언했다. 차나키야는 이러한 보호구역의 중요성을 명시적으로 전달했다. 마우리아 제국은 아소카의 통치 아래 절정에 달했으며, 아소카는 정복 과정에서 코끼리를 광범위하게 사용했다. 칼링가 전쟁 당시 칼링가는 보병 6만 명, 기병 1천 명, 전투 코끼리 7백 마리의 상비군을 보유하고 있었다. 칼링가는 이웃 국가들이 더 강하다고 평가하여 소중히 여긴 전투 코끼리의 품질로 유명했다. 이후 카라벨라 왕은 하티굼파 비문 또는 "코끼리 동굴" 비문에 명시된 대로 전투 코끼리를 사용하여 독립적인 칼링가를 강력한 왕국으로 복원했다. 인도 기록에 따르면 외국 통치자들도 코끼리 사용을 채택했다.

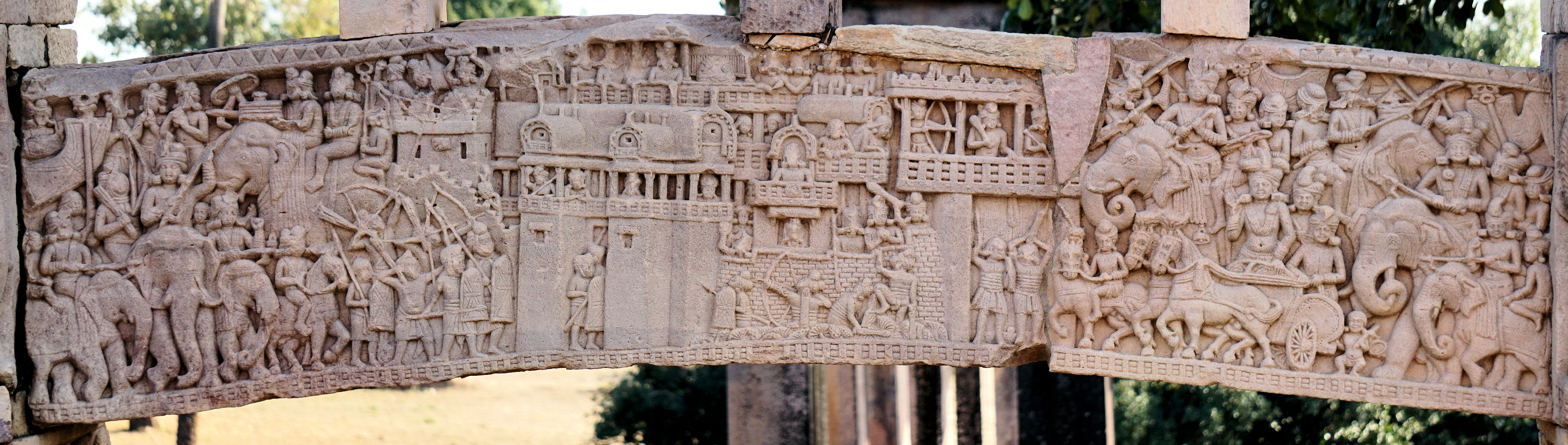
기원전 1세기, 산치에서 묘사된 말라족이 전투 코끼리로 쿠시나가르 시를 방어하는 모습.

타밀나두주의 촐라 제국도 매우 강력한 코끼리 부대를 보유했다. 촐라 황제 라젠드라 1세는 그의 전역에서 중요한 역할을 한 갑옷 입은 코끼리 부대를 가지고 있었다.
스리랑카는 코끼리를 광범위하게 사용했으며, 코끼리를 수출하기도 했다. 가이우스 플리니우스 세쿤두스는 스리랑카 코끼리가 현지 코끼리보다 크고 사나우며 전쟁에 더 적합하다고 언급했다. 이러한 우월성과 해항과의 근접성 때문에 스리랑카 코끼리는 수익성 있는 무역 상품이 되었다. 스리랑카 역사는 코끼리가 전장에서 병사들을 이끄는 왕들의 탈것으로 사용되었음을 기록하고 있으며, 개별적인 탈것들도 역사에 기록되어 있다. 예를 들어, 기원전 200년 전장에서 두투가무누 왕의 탈것이었던 코끼리 칸둘라와 엘랄란 왕의 탈것이었던 '큰 바위' 마하 파마바타 등이 있다.

### 동아시아
중국사의 몇몇 남중국 왕조들은 전투 코끼리를 운용하였다. 초나라는 기원전 506년에 오나라에 대항하여 코끼리 꼬리에 횃불을 묶어 적군 병사들 사이로 보냈지만 실패했다. 기원 554년 12월, 양나라는 탑을 실은 갑옷 코끼리를 서위에 대항하여 사용했다. 이들은 화살 세례에 의해 패배했다. 남한은 중국 역사상 유일하게 영구적인 전투 코끼리 부대를 유지했던 국가이다. 이 코끼리들은 등 위에 10여 명의 사람을 태울 수 있는 탑을 운반할 수 있었다. 이들은 948년 한나라의 초나라 침공 중에 성공적으로 사용되었다. 970년에 송나라가 남한을 침공했고, 그들의 쇠뇌병들은 971년 1월 23일 샤오 함락 중 한나라 코끼리들을 쉽게 격퇴했다. 이것이 중국 전쟁에서 코끼리가 사용된 마지막 사례이다. 비록 만력제(재위 1572–1620)는 탑과 여덟 명을 운반할 수 있는 코끼리 무리를 가지고 있었지만 말이다. 이 코끼리들은 아마도 중국 토종이 아니었으며 시암과 같은 동남아시아 국가들로부터 명나라에 전달된 것으로 보인다. 삼번의 난 동안, 반군들은 청나라에 대항하여 코끼리를 사용했지만, 청나라 팔기군은 너무 많은 화살을 쏘아 코끼리들이 "고슴도치처럼" 보였고 코끼리 돌격을 격퇴했다.
... 첫 번째 부대의 병사들이 코끼리의 공격을 받았다. 황색 팔기군 발다 장군과 만주-몽골 기병대 율레히 중위의 깃발이 탈취당했다. 코끼리들이 두 번째 부대의 포위된 병사들에게 다가오자, 내 모든 병사들이 [코끼리 가죽에] 쏜 화살은 고슴도치 가시처럼 보였다. 코끼리들은 언덕으로 도망쳤지만 [그러나] 나는 크게 놀랐고 이상한 느낌이 들었다. 반군들은 평원에서 물러나 산의 울창한 숲에 [숨기 위해] 여러 그룹으로 나뉘었다.— 젱세오

중국군은 수-임읍 전쟁(605), 리-송 전쟁(1075–1077), 명-몽마오 전쟁 (1386–1388), 명-호 전쟁(1406–1407) 등 동남아시아에서 전투 코끼리에 맞섰다. 605년에 현재 베트남 남부의 임읍국은 중국 수나라의 침공군에 맞서 코끼리를 사용했다. 수나라는 구덩이를 파고 코끼리를 유인하여 쇠뇌로 쏘아 코끼리들이 돌아와 자기 병력을 짓밟게 만들었다. 1075년에 송나라는 대월 국경 지대에 배치된 코끼리들을 리-송 전쟁 중에 격파했다. 송나라 군대는 낫이 달린 장대를 사용하여 코끼리 코를 잘라 코끼리들이 자기 병력을 짓밟게 만들었다. 몽마오 전역 동안 코끼리들은 다양한 화약 발사체에 의해 격퇴되었다. 호 왕조와의 전쟁에서 명나라 군대는 사자 가면으로 말들을 가려 코끼리들을 겁주고 화기로 쏘았다. 코끼리들은 모두 두려움에 떨었고 총과 화살에 부상당하여 베트남군이 혼란에 빠졌다.

### 아케메네스 페르시아, 마케도니아 및 헬레니즘 그리스 국가들

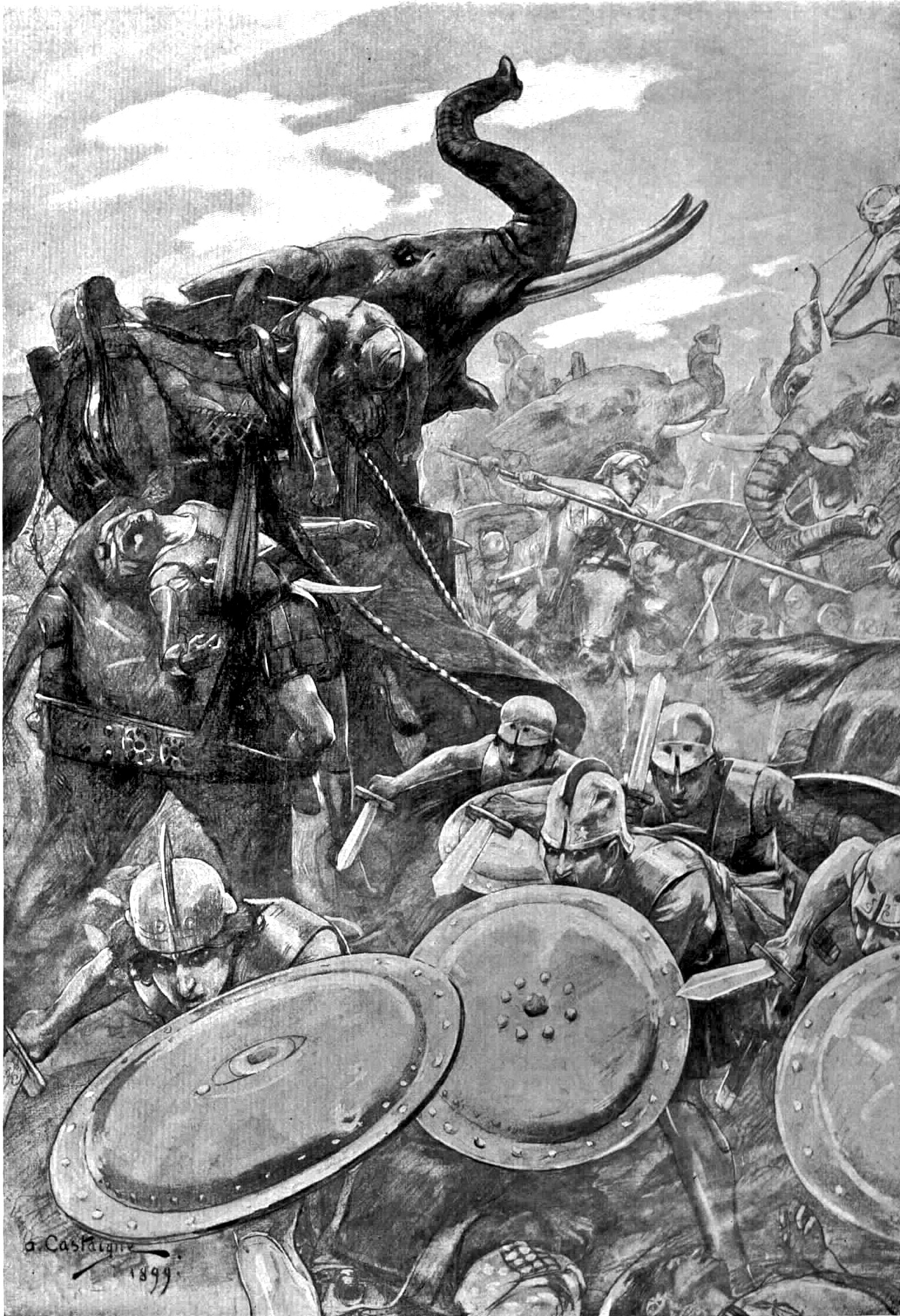
앙드레 카스타뉴가 묘사한 히다스페스 전투에서 돌격하는 전투 코끼리

인도에서 전투 코끼리 사용에 대한 군사적 사고는 서쪽으로 아케메네스 제국으로 퍼져나갔고, 그곳에서 여러 전역에서 사용되었다. 그들은 차례로 마케도니아의 왕 알렉산드로스 대왕의 전역에 영향을 미쳤다. 유럽인과 페르시아 전쟁 코끼리 사이의 첫 대결은 알렉산드로스의 가우가멜라 전투(기원전 331년)에서 일어났는데, 페르시아군은 15마리의 코끼리를 배치했다. 이 코끼리들은 페르시아 전선의 중앙에 배치되었고 마케도니아 왕국군에 너무나 큰 인상을 주어서 알렉산드로스는 전투 전날 밤 공포의 신 포보스에게 희생제를 바쳐야 한다고 느꼈지만, 일부 자료에 따르면 코끼리들은 전날의 긴 행군 때문에 최종 전투에서 배치되지 못했다. 알렉산드로스는 적 코끼리에 깊은 인상을 받았고, 이 첫 15마리를 자신의 군대에 편입시켰으며, 페르시아를 점령하는 동안 그 수를 늘렸다.
5년 후 알렉산드로스가 인도 국경에 도달했을 때, 그는 상당한 수의 코끼리를 자신의 지휘 아래 두었다. 현재 펀자브 지역을 통치하던 포로스를 격파하는 데 있어 알렉산드로스는 히다스페스 전투에서 85에서 100마리의 전투 코끼리로 구성된 부대에 맞서야 했다. 순수한 힘보다는 은밀함과 기동성을 선호한 알렉산드로스는 보병과 기병만으로 기동하여 교전했고, 비록 상당한 대가를 치렀지만 포로스의 코끼리 군단을 포함한 병력을 궁극적으로 격파했다. 포로스는 마케도니아 기병대를 겁주고 팔랑크스와의 싸움에서 보병을 돕기 위해 자신의 코끼리들을 주 보병 전선 바로 앞에 긴 간격으로 개별적으로 배치했다. 코끼리들은 철제 스파이크가 박힌 상아로 많은 손실을 입히거나 코로 적을 들어올려 짓밟았다. 아리아노스는 이어진 전투를 다음과 같이 묘사했다. "[코끼리들이] 회전할 수 있는 곳이라면 어디든 보병 대열로 돌진하여 밀집한 마케도니아군의 팔랑크스를 무너뜨렸다."
고대 마케도니아인들은 코끼리와 싸우는 표준 고대 전술을 채택했는데, 대형을 느슨하게 하여 코끼리가 통과하게 하고, 코끼리가 방향을 바꾸려 할 때 투창으로 공격했다. 그들은 갑옷을 입지 않은 코끼리의 다리를 꿰뚫는 데 성공했다. 당황하고 부상당한 코끼리들은 인도인 자신에게로 향했다. 머하웃들은 짐승을 죽이기 위해 독이 묻은 막대기를 들고 있었지만, 투창병과 궁수들에게 살해되었다.
다시 동쪽을 살펴보면, 알렉산드로스는 난다 왕조와 강가리다이의 황제와 왕들이 3,000에서 6,000마리의 전투 코끼리를 배치할 수 있다는 것을 알 수 있었다. 이러한 병력은 페르시아인과 그리스인들이 사용한 코끼리 수보다 여러 배 많았으며, 이는 아마도 알렉산드로스 군대의 사기를 저하시켜 그들의 인도 진격을 효과적으로 막았을 것이다. 돌아오는 길에 알렉산드로스는 바빌론에 있는 궁전을 지키기 위해 코끼리 부대를 창설하고, 코끼리 부대를 지휘하는 코끼리 사령관 직위를 만들었다.

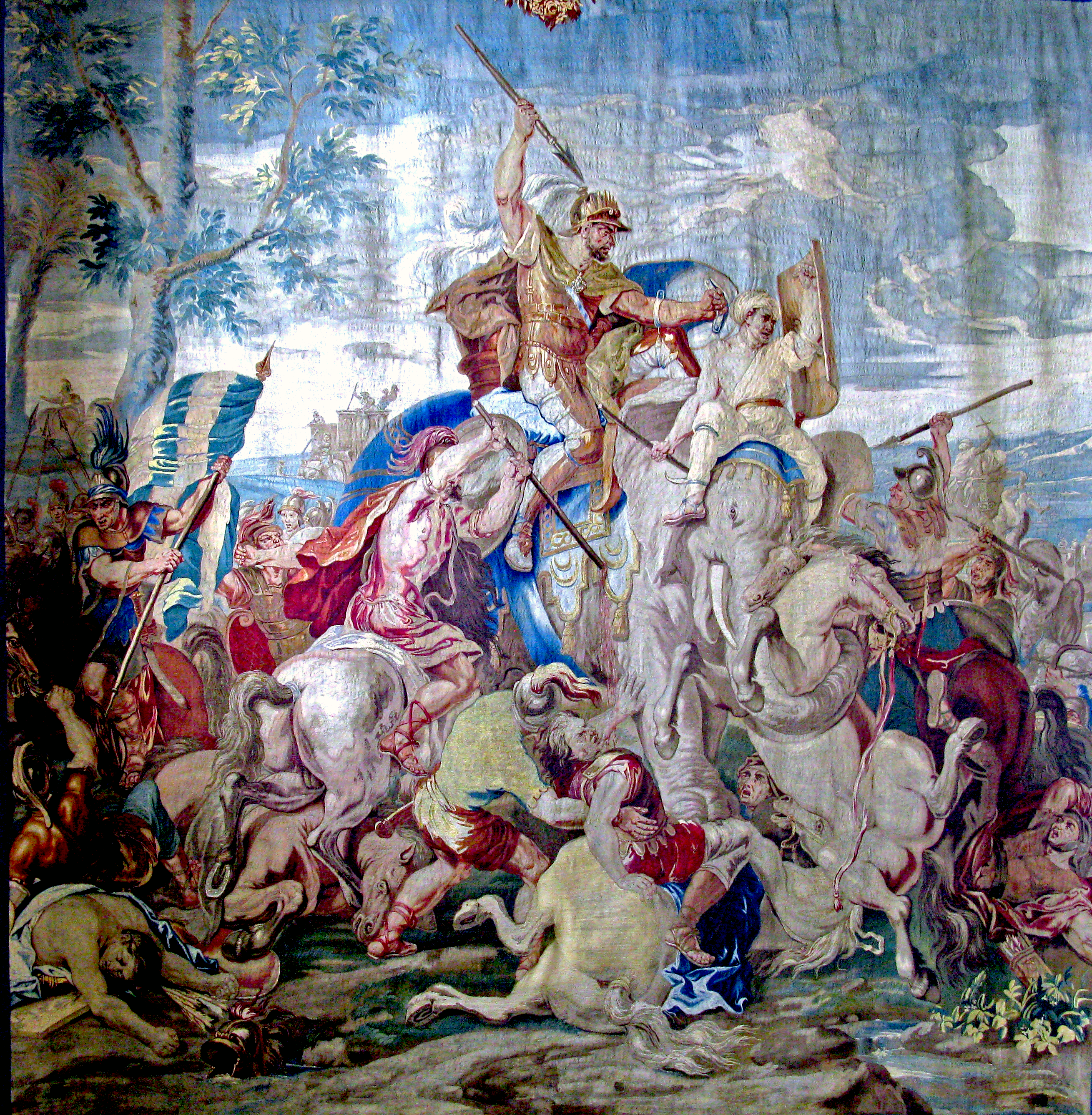
가우가멜라 전투 중 전투 코끼리

코끼리의 군사적 성공적인 사용은 더욱 확산되었다. 알렉산드로스 제국의 후계자들인 디아도코이는 인도에서 여전히 주로 데려온 수백 마리의 인도코끼리를 전쟁에 사용했으며, 셀레우코스 제국은 이 동물들의 사용으로 특히 유명했다. 실제로 기원전 305-303년의 셀레우코스-마우리아 전쟁은 셀레우코스 제국이 500마리의 전투 코끼리를 대가로 방대한 동부 영토를 할양하면서 끝났는데, 이는 일부 기록에 따르면 9000마리까지 포함하는 마우리아 제국 군대의 작은 부분이었다. 셀레우코스 제국은 4년 후 이프소스 전투에서 새로운 코끼리를 잘 활용했는데, 그들은 승리한 안티고노스 기병대의 복귀를 막아 후자의 팔랑크스가 고립되어 패배하도록 허용했다.
유럽에서 전투 코끼리가 처음 사용된 것은 기원전 318년 알렉산드로스의 장군 중 한 명인 폴리페르콘이 디아도코이 전쟁 중 펠로폰네소스의 메갈로폴리스를 포위했을 때였다. 그는 아시아에서 데려온 60마리의 코끼리와 코끼리 조련사를 사용했다. 알렉산드로스 군대의 베테랑인 다미스라는 이름의 병사가 포위된 메갈로폴리스 주민들이 코끼리에 맞서 스스로를 방어하도록 도왔고, 결국 폴리페르콘은 패배했다. 이 코끼리들은 나중에 카산드로스에게 넘어갔고, 일부는 바다를 통해 그리스의 다른 전장으로 운송되었다. 카산드로스는 최초의 코끼리 수송선을 건조한 것으로 추정된다. 일부 코끼리는 기원전 316년 마케도니아의 포위된 도시 피드나에서 굶어 죽었다. 폴리페르콘의 다른 코끼리들은 카산드로스에 의해 그리스의 여러 지역에서 사용되었다.
서부 지중해에서 전투 코끼리의 사용이 카르타고와 로마 공화국 간의 전쟁과 가장 유명하게 연관되어 있지만, 전투 코끼리의 도입은 주로 헬레니즘 시대의 이피로스 지역이 아드리아해를 건너 침략한 결과였다. 피로스 왕은 기원전 280년 헤라클레아 전투에서 로마 공화국을 공격하기 위해 20마리의 코끼리를 데려왔고, 프톨레마이오스 파라오 프톨레마이오스 2세 필라델포스에게서 빌린 50마리의 추가 코끼리는 본토에 남겨두었다. 로마인들은 코끼리와 싸울 준비가 되어 있지 않았고, 이피로스 군대는 로마군을 격파했다. 다음 해, 이피로스인들은 다시 비슷한 규모의 코끼리 부대를 배치하여 아스쿨룸 전투에서 로마군을 공격했다. 이번에는 로마인들이 가연성 무기와 코끼리 대항 장비를 준비했다. 소가 끄는 수레에는 코끼리를 다치게 할 긴 꼬챙이가 장착되었고, 불을 붙인 항아리는 코끼리를 겁주었으며, 동반된 병력은 코끼리를 쫓아내기 위해 투창을 던졌다. 이피로스 코끼리들의 마지막 돌격이 승리를 거두었지만, 이번에는 피로스도 막대한 사상자를 냈다.

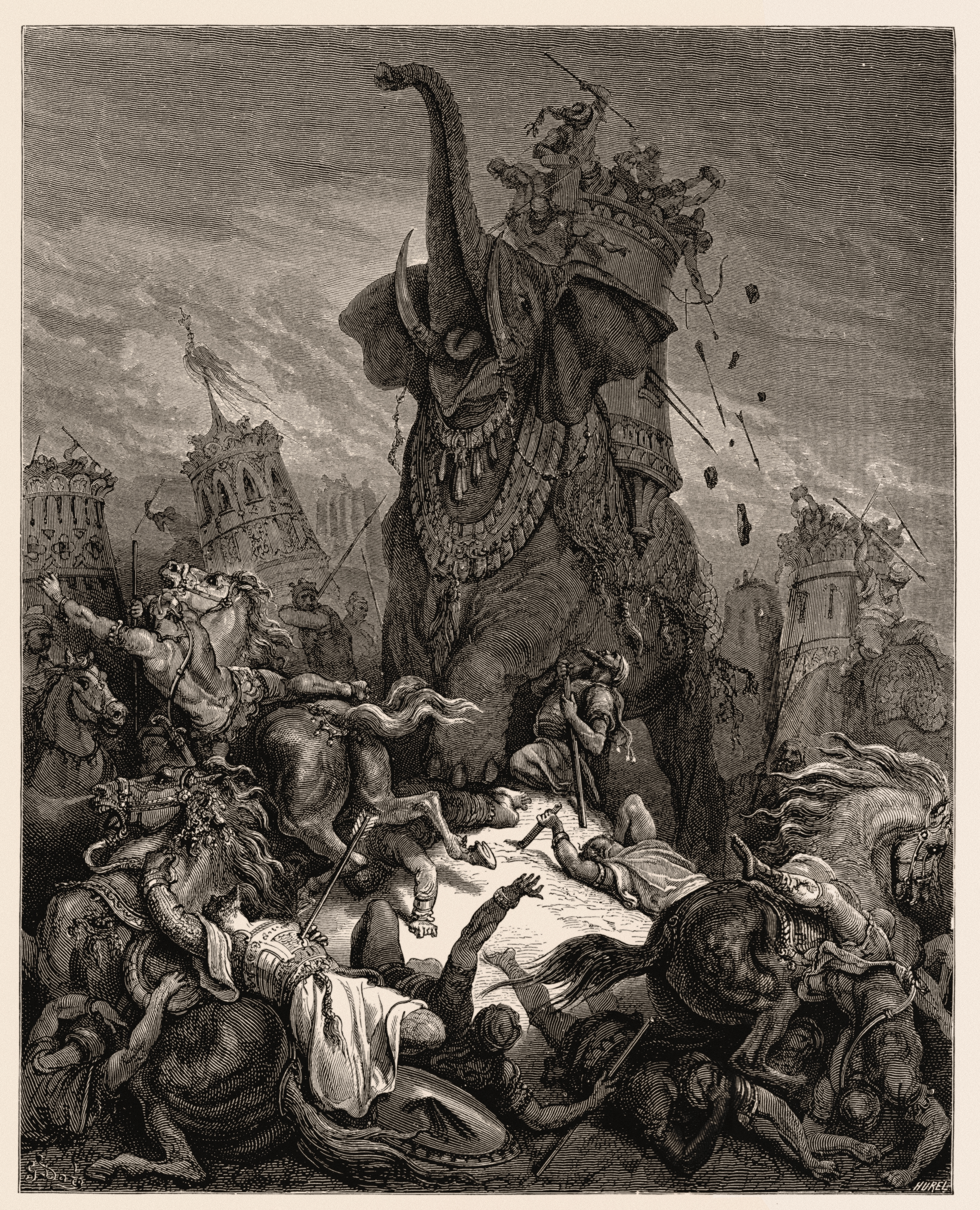
엘아자르가 기원전 162년 벳 자카리야 전투 중 전투 코끼리에 짓밟히는 모습. 귀스타브 도레의 그림.

셀레우코스 제국의 왕 안티오코스 5세 에우파토르는 그의 아버지와 함께 프톨레마이오스 이집트의 통치자 프톨레마이오스 6세와 시리아 지배권을 놓고 다투던 기원전 161년, 마카베오 전쟁 중 반란을 일으킨 유대인들을 진압하기 위해 80마리의 코끼리(일부 자료에서는 32마리라고 주장)를 이끌고 유대를 침략했다. 일부 코끼리는 갑옷을 입고 있었다.

### 북아프리카

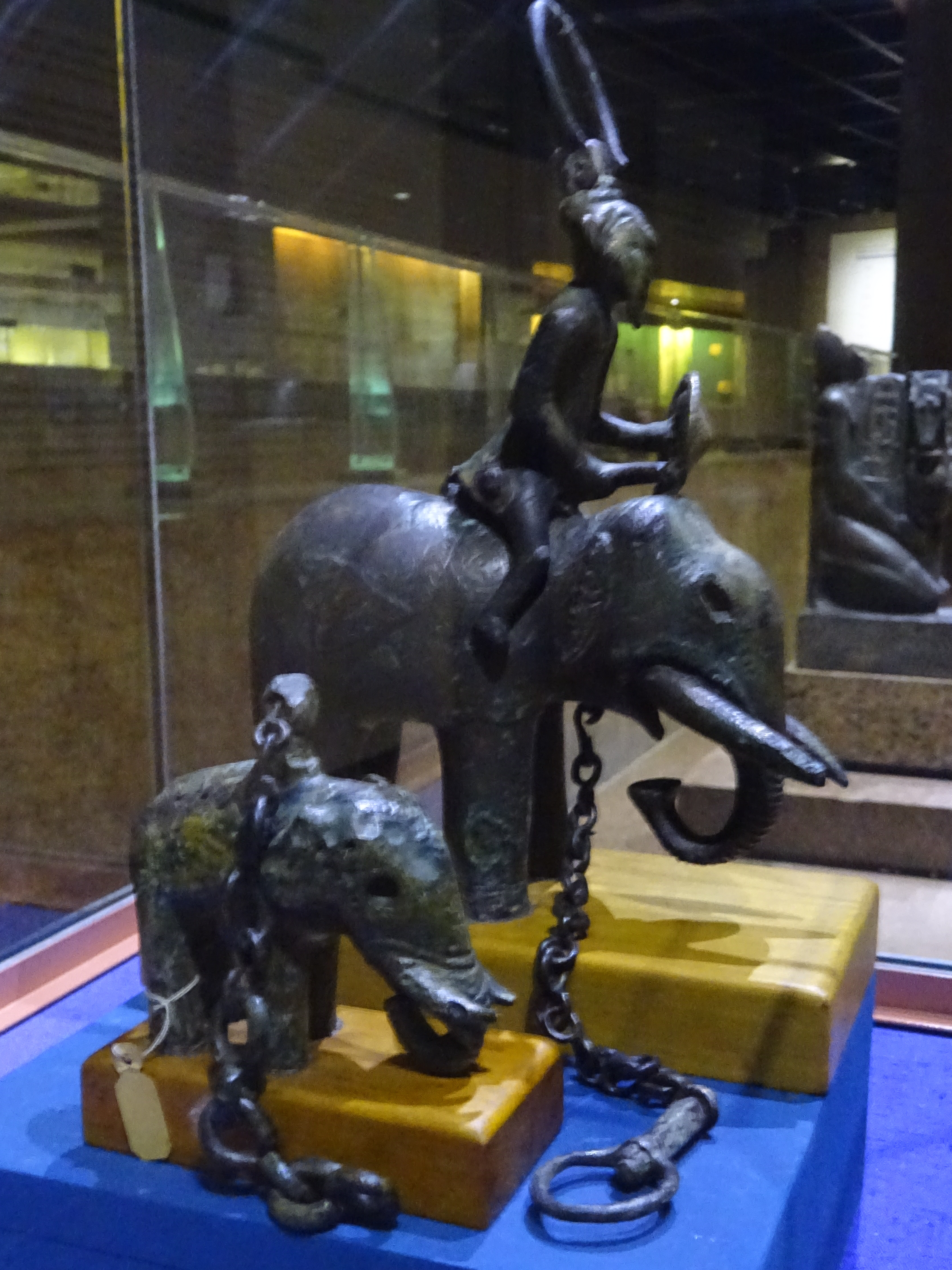
코끼리를 탄 누비아인

북아프리카코끼리는 누비아 문화에서 중요한 동물이었다. 이들은 사원 벽과 메로에식 등잔에 묘사되어 있었다. 쿠시 왕들도 전쟁 코끼리를 사용했는데, 이 코끼리들은 무사와라트 알 수파의 "대규모 울타리"에서 길러지고 훈련되었을 것으로 여겨진다. 쿠시 왕국은 이 전쟁 코끼리들을 이집트인, 프톨레마이오스 왕조, 시리아인들에게 제공했다.
프톨레마이오스 이집트와 카르타고인들은 같은 목적으로 아프리카코끼리를 얻기 시작했으며, 누미디아와 쿠시 왕국도 마찬가지였다. 사용된 동물은 과잉착취로 인해 멸종된 북아프리카코끼리(Loxodonta africana pharaohensis)였다. 이 동물들은 셀레우코스 제국이 사용한 아시아코끼리, 특히 시리아코끼리에 비해 더 작고 길들이기 어려웠으며 깊은 강을 건너지 못했다. 적어도 일부 시리아코끼리가 해외로 거래되었을 가능성이 있다. 한니발의 알프스 횡단에서 한니발이 가장 좋아했던, 아마도 마지막으로 살아남은 코끼리는 "시리아인"이라는 뜻의 수루스라는 이름의 동물이었는데, 이는 시리아 출신일 수도 있지만 증거는 여전히 모호하다.
1940년대 후반부터, 누미디아, 프톨레마이오스 왕조, 카르타고군이 사용한 둥근귀코끼리는 전투에서 하우더나 포탑을 싣지 않았을 것이라는 학설이 제기되었다. 이는 아마도 이 종의 신체적 약점 때문이었을 것이다. 고대 문헌에서 포탑에 대한 일부 언급은 분명히 시대착오적이거나 시적인 창작물이지만, 다른 언급들은 쉽게 무시할 수 없다. 기원전 46년 마시니사 1세 군대가 포탑이 있는 코끼리를 포함했다는 동시대 증언이 있다. 이는 마시니사 2세의 주화에 사용된 포탑이 있는 아프리카 코끼리 이미지로 뒷받침된다. 이는 프톨레마이오스 왕조 군대에서도 마찬가지인 것으로 보인다. 폴리비오스는 기원전 217년 라피아 전투에서 프톨레마이오스 4세의 코끼리들이 포탑을 실었다고 보고한다. 이 코끼리들은 셀레우코스 왕조가 배치한 아시아 코끼리보다 상당히 작았으므로 아마도 둥근귀코끼리였을 것이다. 또한 카르타고 전투 코끼리가 특정 군사적 상황에서 포탑과 하우더를 갖추고 있었다는 증거도 있다.
더 남쪽으로 가면, 부족들은 아프리카 사바나 코끼리(Loxodonta africana oxyotis)에 접근할 수 있었다. 이들은 둥근귀코끼리나 아시아코끼리보다 훨씬 컸지만, 전쟁 목적으로 길들이기가 어려웠고 광범위하게 사용되지 않았다. 아시아 코끼리들은 서쪽으로 지중해 시장에 거래되었으며, 스리랑카코끼리는 특히 전쟁용으로 선호되었다.

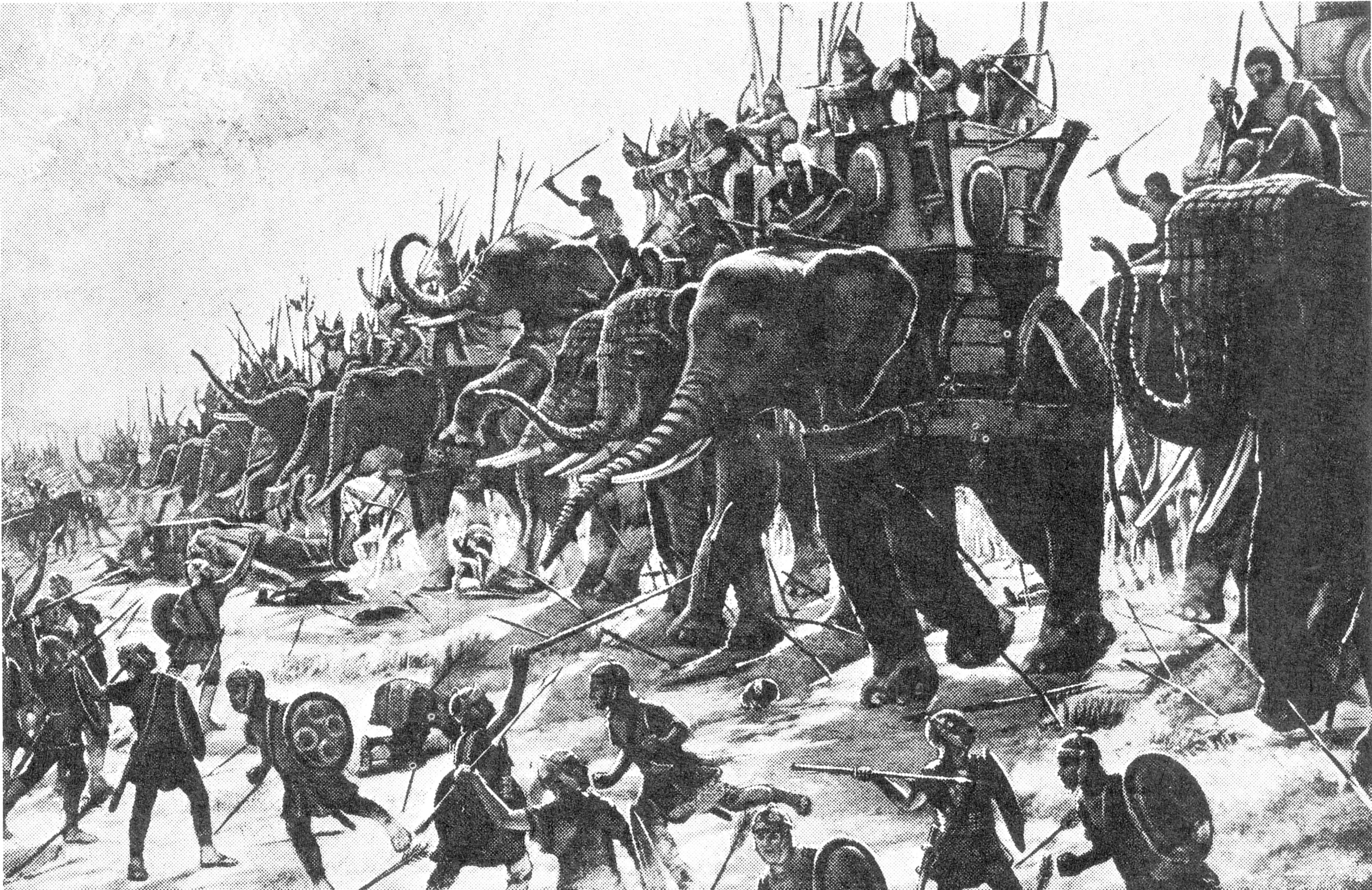
앙리폴 모트의 1890년작 자마 전투

아마도 피로스의 승리에 영감을 받아 카르타고는 자체적인 전투 코끼리 사용법을 개발하고 제1차 및 제2차 포에니 전쟁 동안 광범위하게 배치했다. 카르타고 코끼리 군단의 성능은 혼합적이었는데, 이는 코끼리의 강점을 활용하고 약점을 보완하기 위한 적절한 전술의 필요성을 보여주었다. 기원전 255년 아디스에서는 지형 때문에 카르타고 코끼리들이 비효율적이었고, 기원전 251년 파노르무스 전투에서는 로마의 벨리테스가 지원 없이 사용되던 카르타고 코끼리들을 겁주어 전장에서 도주하게 만들 수 있었다. 튀니스 전투에서는 카르타고 코끼리들의 돌격이 로마 군단을 혼란시키는 데 도움이 되어 카르타고 팔랑크스가 굳건히 서서 그들을 격파할 수 있었다. 제2차 포에니 전쟁 동안 한니발은 전투 코끼리 군대를 이끌고 알프스산맥을 횡단했다. 그들 중 많은 수가 혹독한 환경에서 죽었지만, 살아남은 코끼리들은 트레비아강 전투에서 성공적으로 사용되어 로마 기병대와 갈리아 동맹군을 당황하게 만들었다. 로마인들은 결국 효과적인 코끼리 대항 전술을 개발했고, 이는 한니발의 마지막 자마 전투에서 기원전 202년 패배로 이어졌다. 튀니스 전투와 달리 그의 코끼리 돌격은 훈련된 로마의 마니풀루스가 코끼리들이 통과할 길을 내주었기 때문에 비효율적이었다.

### 로마

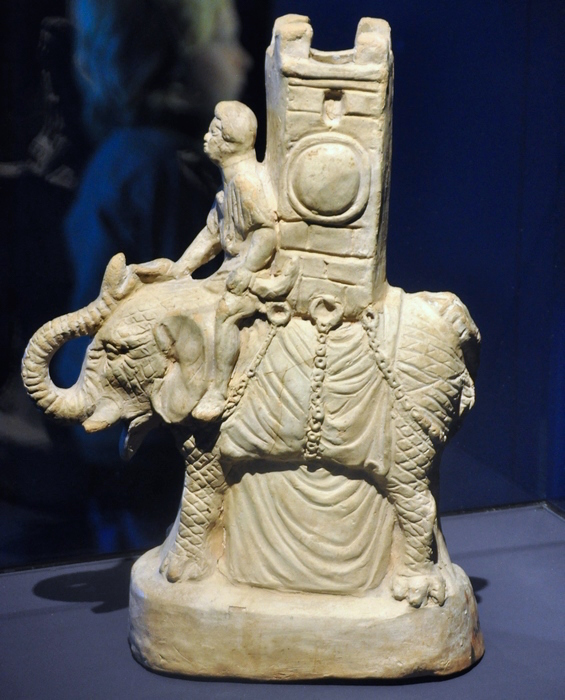
폼페이에서 출토된 아시아 전투 코끼리 조각상

로마는 포에니 전쟁이 끝날 무렵 많은 코끼리를 다시 데려와 수년 동안 전쟁에서 사용했다. 그리스 정복 과정에서 로마인들이 전투 코끼리를 배치한 여러 전투가 있었다. 여기에는 기원전 199년 마케도니아 침공, 기원전 197년 키노스케팔라이 전투, 테르모필레 전투, 그리고 기원전 190년 마그네시아 전투가 포함된다. 마그네시아 전투에서는 안티오코스 3세의 54마리 코끼리가 16마리의 로마 군대에 맞섰다. 후년에는 기원전 168년 피드나에서 로마인들이 22마리의 코끼리를 배치했다. 키노스케팔라이 전투에서 코끼리 부대의 역할은 특히 결정적이었는데, 그들의 빠른 돌격이 마케도니아 좌익을 산산조각 내어 로마인들이 승리한 마케도니아 우익을 포위하고 섬멸할 수 있게 해주었다. 비슷한 사건이 피드나에서도 발생했다. 로마인들이 마케도니아인들을 상대로 전투 코끼리를 성공적으로 사용한 것은 역설적이라고 할 수 있는데, 이는 코끼리의 군사적 잠재력을 처음 가르쳐준 사람이 바로 피로스였기 때문이다.
코끼리들은 히스파니아에서의 루시타니아인과 켈티베리아인에 대한 로마 캠페인 전반에 걸쳐 등장했다. 제2차 켈티베리아 전쟁 동안, 퀸투스 풀비우스 노빌리오르는 누미디아의 마시니사 왕이 보낸 10마리의 코끼리로부터 도움을 받았다. 그는 이들을 누만티아의 켈티베리아 군대에 대항하여 배치했지만, 떨어지는 돌이 코끼리 중 한 마리를 강타하여 당황하게 만들고 나머지 코끼리들도 겁에 질려 로마 군대에 맞서게 만들었다. 이어진 켈티베리아군의 반격 이후, 로마인들은 철수할 수밖에 없었다. 나중에 퀸투스 파비우스 막시무스 세르빌리아누스는 미칩사 왕이 보낸 또 다른 10마리의 코끼리와 함께 비리아투스에 대항하여 진격했다. 그러나 좁은 지형에서의 루시타니아인들의 매복 스타일 때문에 그의 코끼리들은 갈등에서 중요한 역할을 하지 못했고, 세르빌리아누스는 결국 에리사나 시에서 비리아투스에게 패배했다.

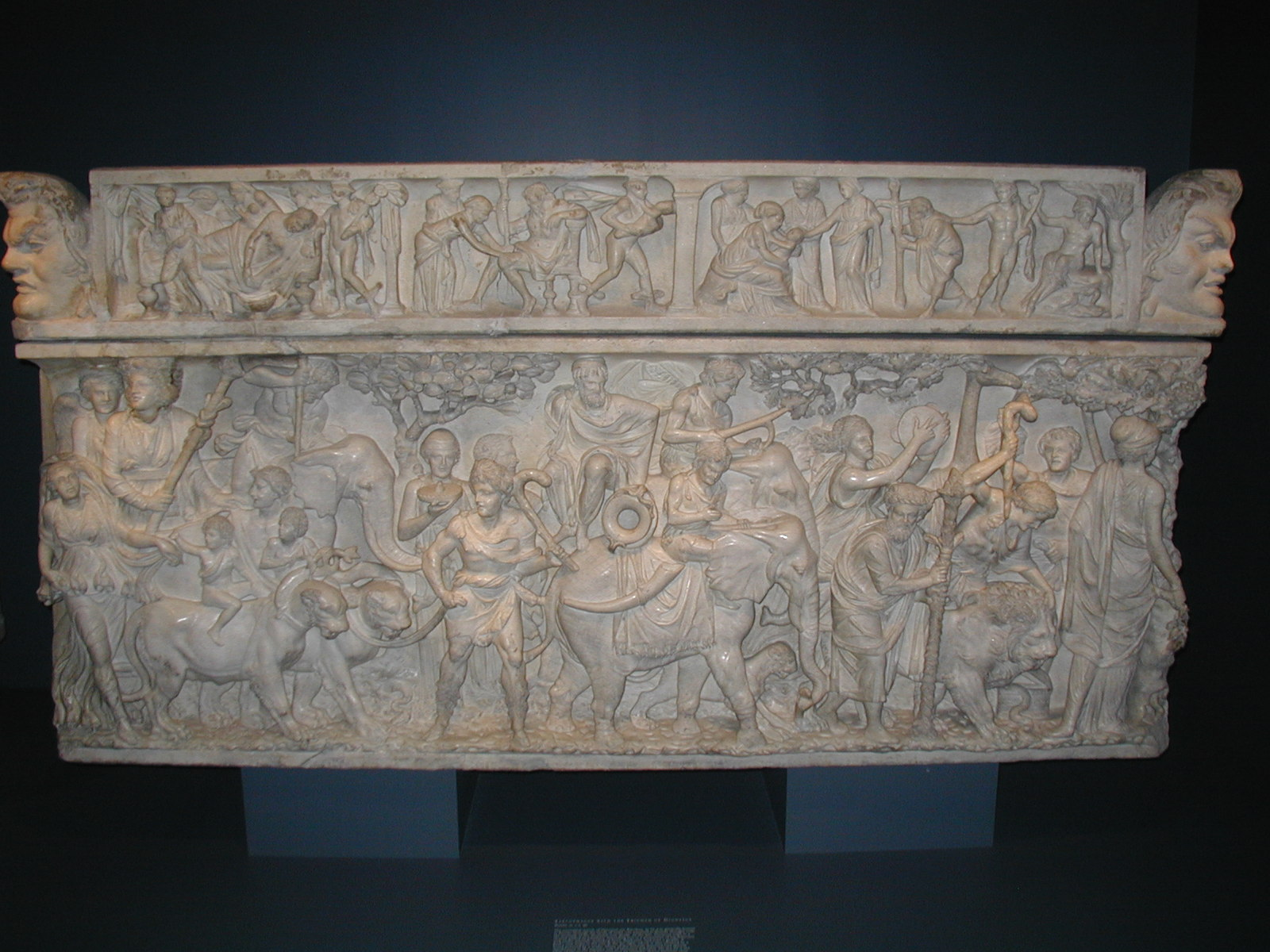
로마 대리석 석관에 묘사된 바쿠스의 로마 개선식이 인도에서 돌아오는 모습, 전투 코끼리 위에 병사들이 있다, 기원후 2세기, 같은 주제의 후기 석관과 유사하다.

로마인들은 첫 브리타니아 침공에서 전투 코끼리를 사용했는데, 한 고대 작가는 "카이사르는 거대한 코끼리 한 마리를 가지고 있었는데, 갑옷을 입고 탑 안에 궁수와 투석병을 태웠다. 이 미지의 생물이 강에 들어서자 브리튼인들과 그들의 말들은 도망쳤고 로마군은 강을 건넜다"고 기록했다. - 비록 그가 이 사건을 클라우디우스의 마지막 브리타니아 정복에서 전투 코끼리를 사용한 것과 혼동했을 수도 있지만 말이다. 영국에서 발견된 부싯돌 무기가 박힌 적어도 한 마리의 코끼리 뼈대는 처음에는 이 코끼리들 중 하나로 잘못 식별되었지만, 나중에 연대 측정 결과 석기 시대의 매머드 뼈대로 밝혀졌다.
로마 내전의 아프리카 전역(기원전 49-45년)에서 메텔루스 스키피오 군대는 탑수스 전투에서 카이사르 군대에 맞서 코끼리를 사용했다. 스키피오는 전투 전에 코끼리들을 훈련시켰는데, 코끼리들 앞에 투석병들을 배치하여 돌을 던지게 하고, 코끼리 후방에도 투석병들을 배치하여 같은 방식으로, 코끼리들이 전방 공격으로 인해 등 뒤로 돌아서 자신의 진지를 공격하는 것을 막기 위해 한 방향으로만 돌진하게 하는 훈련을 시켰다. 그러나 데 벨로 아프리카노의 저자는 이를 달성하는 데 엄청난 노력과 시간이 필요하다고 인정했다.
클라우디우스 시대에 이르러, 로마인들은 그러한 동물들을 단지 소수로만 사용하고 있었다. 지중해에서 전투 코끼리의 마지막 중요한 사용은 기원전 46년 탑수스 전투에서 로마인들에 대항할 때였다. 이때 율리우스 카이사르는 그의 제5군단(알라우다에)에게 도끼를 무장시키고, 군단병들에게 코끼리의 다리를 공격하라고 명령했다. 군단은 돌격을 견뎌냈고, 코끼리는 군단의 상징이 되었다. 나머지 코끼리들은 카이사르의 궁수들과 투석병들에 의해 공황 상태에 빠진 것으로 보였다.

### 파르티아와 사산조 페르시아

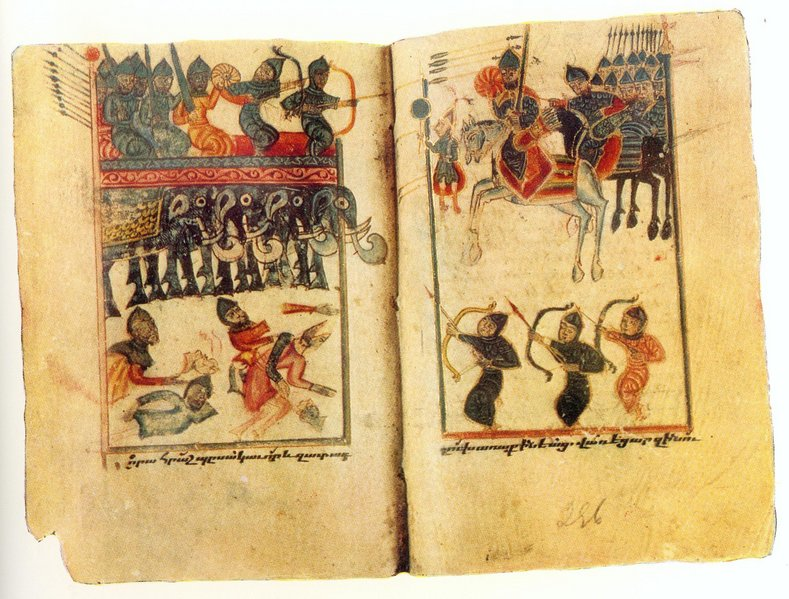
15세기 아르메니아 미니어처로 451년 아바라이르 전투에 참전한 사산조 페르시아 전투 코끼리들을 묘사한 그림

파르티아 제국은 로마 제국과의 전투에서 가끔 전투 코끼리를 사용했지만, 후속 사산 제국 군대에서는 코끼리가 상당한 중요성을 가졌다. 사산조 전투 코끼리는 율리아누스의 페르시아 침공 중 로마인들과의 교전에서 기록되어 있다. 다른 예로는 451년 아바라이르 전투에서 사산조 코끼리들이 아르메니아인들을 겁에 질리게 한 것과 636년 알카디시야 전투에서 33마리의 코끼리 부대가 침공하는 아랍 무슬림에 대항하여 사용된 것이 있다.
사산조 코끼리 부대는 사산조 기병 부대 중에서 으뜸이었으며, 인도에서 징집되었다. 코끼리 부대는 특수 지휘관인 젠드-하펫(Zend−hapet)의 지휘를 받았는데, 이는 동물들이 그 나라에서 왔거나 힌두스탄 원주민들이 관리했기 때문에 "인도인들의 사령관"을 의미했다. 사산조 코끼리 부대는 동쪽의 다른 부대들만큼 규모가 크지 않았으며, 사산 제국의 멸망 이후 이 지역에서 전투 코끼리의 사용은 사라졌다.

### 악숨 왕국
현재 에티오피아와 에리트레아에 위치한 악숨 왕국은 525년 아라비아 반도의 힘야르 왕국 침공 동안 전투 코끼리를 사용했다. 악숨군이 사용한 전투 코끼리는 아프리카 사바나 코끼리, 훨씬 크고 다루기 힘든 코끼리 종이었다. 전투 코끼리는 570년 쿠라이시족에 대항하는 군사 원정에서도 악숨군에 의해 다시 사용되었다.

## 중세

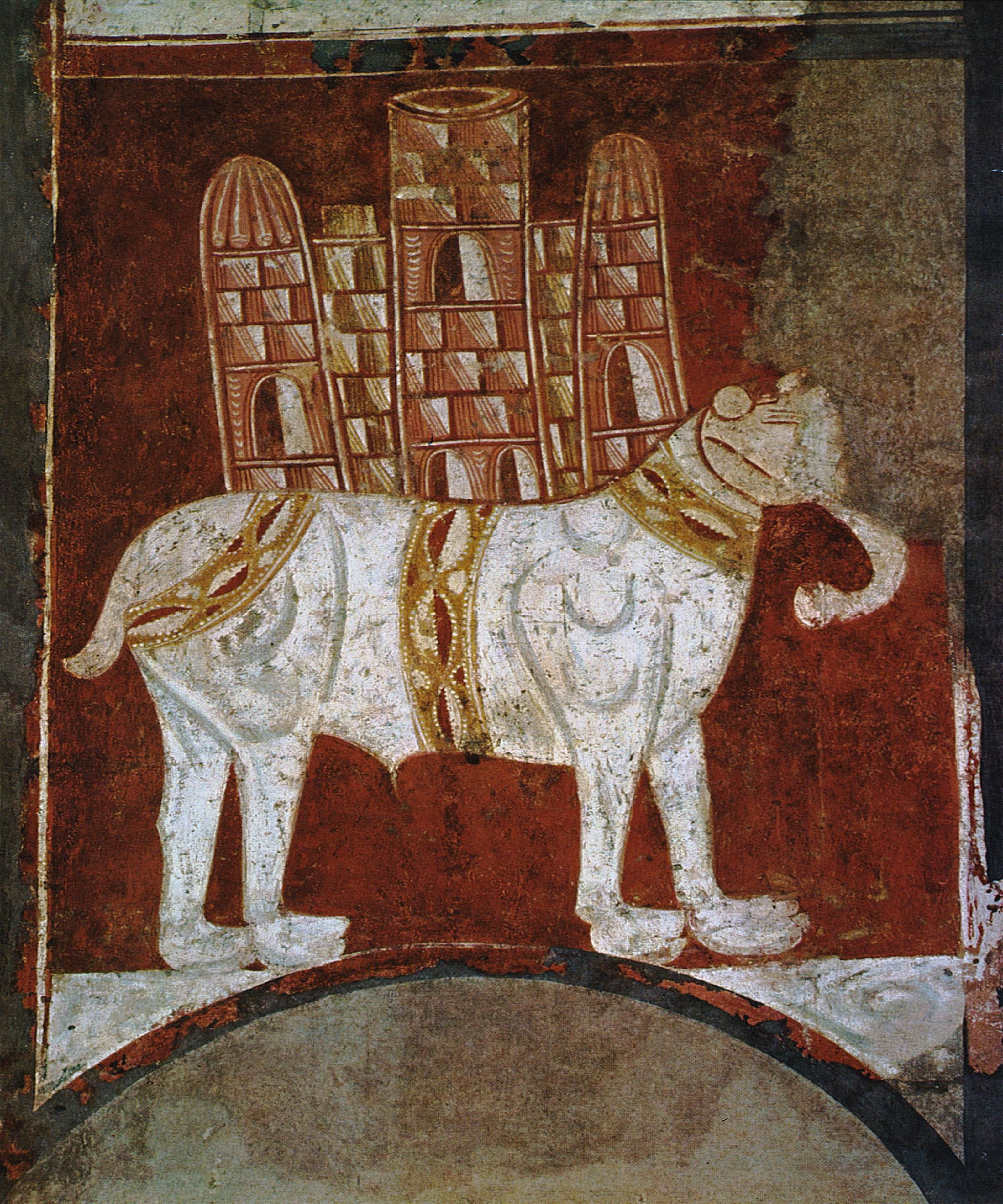
전투 코끼리를 묘사한 로마네스크 양식의 그림. 스페인, 11세기

쿠샨 제국은 인도 북부의 대부분을 정복했다. 이 제국은 인도 아대륙으로 확장하면서 병력을 징집할 때 전투 코끼리를 채택했다. 위략은 동인도 사람들이 코끼리를 타고 전투에 나섰지만, 현재는 월지 (쿠샨)에게 군사적 봉사와 세금을 제공한다고 묘사한다. 후한서는 또한 쿠샨이 정복의 일환으로 코끼리를 포함한 부를 획득했다고 묘사한다. 카니슈카 황제는 인도에서 온 코끼리를 포함하여 종속국들로부터 대규모 군대를 소집했다. 그는 타림 왕국을 공격할 계획이었고, 흰 코끼리가 이끄는 인도 병력 선발대를 보냈다. 그러나 파미르고원을 횡단할 때 선발대의 코끼리와 말들은 전진하기를 꺼려했다. 카니슈카는 그 후 종교적 계시를 받고 폭력을 거부했다고 전해진다.
굽타 제국은 전쟁에서 코끼리를 광범위하게 사용했으며, 사무드라굽타의 통치 아래 크게 확장되었다. 각각 코끼리 한 마리, 전차 한 대, 무장 기병 세 명, 보병 다섯 명으로 구성된 지역 분대는 굽타 마을을 습격과 반란으로부터 보호했다. 전쟁 시에는 이 분대들이 합쳐져 강력한 황실 군대를 형성했다. 굽타 제국은 코끼리 책임 장교 직책인 '마하필루파티'를 두었다. 쿠마라굽타와 같은 황제들은 코끼리 기수와 사자 사냥꾼으로 묘사된 주화를 발행했다.
하르샤는 북인도 대부분을 지배했다. 바나바타가 쓴 하르샤차리타는 하르샤 통치 하의 군대를 묘사한다. 굽타 제국과 마찬가지로 그의 군대는 보병, 기병, 코끼리로 구성되었다. 하르샤는 봉신들로부터 전투 코끼리를 공물과 선물로 받았다. 일부 코끼리들은 또한 산림 관리인들에 의해 정글에서 얻어졌다. 코끼리들은 또한 패배한 군대에서 가져왔다. 바나는 또한 코끼리들의 식단을 상세히 기록하며, 각 코끼리가 망고와 사탕수수가 있는 나무로 된 사료 600파운드를 소비했다고 기록한다.
촐라 제국와 서찰루키아 제국은 11세기와 12세기에 걸쳐 수많은 전투 코끼리를 보유했다. 촐라 제국의 전투 코끼리들은 등 위에 전투 탑을 싣고 있었는데, 이 탑에는 장거리에서 화살을 쏘는 병사들로 가득 차 있었다. 팔라 제국의 군대는 엄청난 규모의 코끼리 군단으로 유명했으며, 그 수는 5,000에서 50,000에 이른다고 추정된다.
가즈나 왕조는 이슬람 왕조 중 최초로 전투 코끼리를 전술 이론에 편입시켰다. 또한 많은 수의 코끼리를 전투에 사용했다. 가즈나 왕조는 힌두 군주들로부터 공물로, 그리고 전쟁 약탈로 코끼리를 획득했다. 자료들은 일반적으로 포획된 짐승의 수를 나열하는데, 이는 종종 수백 마리에 달했다. 예를 들어 409/1018-19년에 칸나우지에서 350마리, 마하반에서 185마리, 그리고 410/1019-20년에 라자 간다로부터 580마리였다. 우트비는 405/1014-15년 타네사르 원정이 전쟁에 뛰어난 스리랑카 특수 코끼리 품종을 얻으려는 마흐무드의 욕망 때문에 촉발되었다고 기록한다.
1526년, 티무르의 후손인 바부르는 인도를 침략하여 무굴 제국을 세웠다. 바부르는 인도 전쟁에 화기와 대포를 도입했다. 그는 제1차 파니파트 전투에서 이브라힘 로디의 군대를, 1527년 칸와 전투에서 라나 상가의 군대를 격파했다. 위대한 무굴 황제 악바르(재위 1556–1605년)는 마구간에 32,000마리의 코끼리를 보유했다. 자한기르(재위 1605–1627년)는 코끼리에 대한 대단한 감정가였다. 그는 복무 중인 코끼리 수를 늘렸다. 자한기르는 113,000마리의 코끼리를 사육하고 있었는데, 그중 12,000마리는 현역 군사 복무에, 1,000마리는 이 동물들에게 사료를 공급하는 데, 나머지 100,000마리는 궁중인, 관리, 수행원 및 짐을 나르는 데 사용되었다고 한다.
라자싱헤 1세는 1558년 스리랑카의 콜롬보에 있는 포르투갈 요새를 2,200마리의 코끼리를 포함한 군대로 포위했는데, 코끼리들은 물류 및 공성 작업에 사용되었다. 스리랑카인들은 고대부터 코끼리를 포획하고 훈련시키는 자랑스러운 전통을 이어왔다. 왕실 마구간과 코끼리 포획을 담당하는 장교는 가자나야케 닐라메(Gajanayake Nilame)라고 불렸고, 쿠루웨(Kuruwe) 또는 코끼리 조련사들을 통제하는 직책은 쿠루웨 레크함(Kuruwe Lekham)이었다. 전투 코끼리 훈련은 스리랑카 행정직인 그들 자신의 무한디람(Muhandiram) 아래에 있던 쿠루웨 씨족의 의무였다.
이슬람 역사에서 서기 570년경에 해당하는 ‘아말 알-필’(아랍어: عَـام الـفـيـل, "코끼리 해")이라는 중요한 사건이 있다. 그 당시 악숨 왕국의 기독교 통치자 아브라하는 카바를 파괴할 목적으로 메카로 진군했다. 그는 한 마리 이상의 코끼리(일부 기록에서는 여덟 마리까지)를 포함한 대규모 군대를 가지고 있었다. 그러나 (단일 또는 선두) 코끼리의 이름은 '마흐무드'였고, 메카 주변 경계에서 멈추고 들어가지 않기를 거부했다고 전해진다. 이는 메카인들과 예멘의 적들 모두에게 심각한 징조로 받아들여졌다. 이슬람 전통에 따르면, 이 해에 무함마드가 태어났다.
중세에 코끼리는 유럽에서 거의 사용되지 않았다. 카롤루스 대제는 804년 덴마크인과 싸우러 갈 때 그의 코끼리 아불아바스를 데려갔고, 십자군 전쟁은 신성 로마 황제 프리드리히 2세에게 거룩한 땅에서 코끼리를 포획할 기회를 주었다. 같은 코끼리는 나중에 1214년 크레모나 함락에도 사용되었지만, 이러한 개별 동물들의 사용은 실용적이기보다는 상징적이었다. 특히 외국 땅에서 코끼리의 식량과 물 소비량, 그리고 십자군 전쟁의 혹독한 환경을 고려할 때 더욱 그러했다.

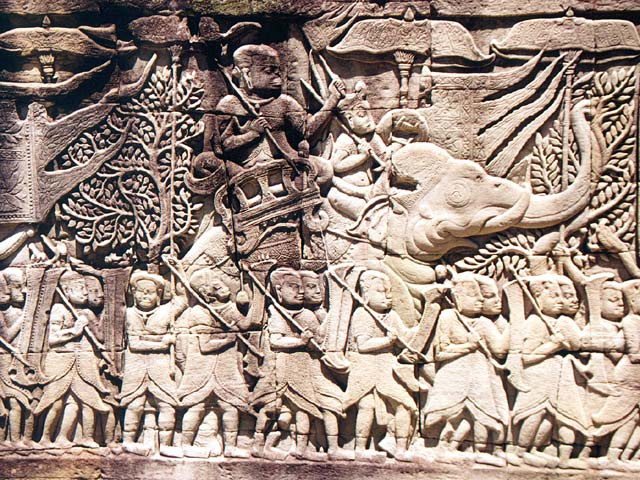
크메르군은 12세기 참족에 대항하여 코끼리와 함께 전쟁을 벌였다.

몽골 제국은 13세기 내내 호라즘, 버마, 시암, 베트남, 캄보디아, 인도에서 전투 코끼리에 직면했다. 베트남과 인도에서의 실패에도 불구하고, 몽골은 사마르칸트 외곽에서 투석기와 망고넬을 사용하여 전투 코끼리를 격파했으며, 1277–1287년과 1300–1302년 몽골의 버마 침공 동안에는 그들의 유명한 합성궁에서 쏜 화살을 퍼부어 격파했다. 칭기즈 칸과 쿠빌라이 칸 모두 포획한 코끼리를 자신의 수행단의 일부로 유지했다. 한 세기 후, 또 다른 중앙아시아 침략자 티무르도 비슷한 도전에 직면했다. 델리 약탈에서 티무르의 군대는 100마리 이상의 인도 코끼리에 맞섰고, 코끼리가 그의 병사들 사이에서 일으킨 공포 때문에 거의 패배할 뻔했다. 역사 기록에 따르면 티무르군이 결국 독창적인 전략을 사용하여 승리했다고 한다. 티무르는 돌격 전에 낙타 등 뒤에 불붙은 짚을 묶었다. 연기는 낙타들을 앞으로 달려가게 만들었고, 코끼리들을 겁주어 후퇴하는 과정에서 자기 병사들을 짓밟게 했다. 아흐메드 이븐 아랍샤의 캠페인에 대한 또 다른 기록은 티무르가 코끼리 돌격을 막기 위해 거대한 마름쇠를 사용했다고 전한다. 나중에 티무르의 지도자는 포획한 동물들을 오스만 제국에 대항하여 사용했다.

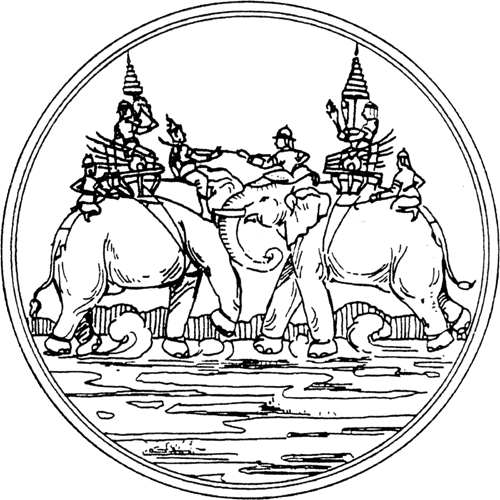
"유타핫티 대전" – 시암의 나레수안 왕이 1593년 1월 수판부리 근처에서 버마 왕세자와 싸우는 모습.

동남아시아에서는 강력한 크메르 제국이 9세기경부터 전투 코끼리 사용에 크게 의존하여 지역적 지배력을 확보했다. 독특하게도 크메르 군대는 코끼리 등 위에 이중 쇠뇌를 배치했다. 15세기 크메르 세력이 붕괴하면서 후계 국가인 버마(현 미얀마)와 시암(현 태국)도 전투 코끼리를 널리 사용하게 되었다. 이 시기 많은 전투에서는 지도자들이 코끼리 결투에서 직접 싸우는 것이 관례였다. 유명한 전투 중 하나는 버마군이 시암의 아유타야 왕국을 공격했을 때 일어났다. 이 전쟁은 1593년 버마 왕세자 밍이 스와가 나레수안 시암 왕과의 코끼리 결투에서 사망하면서 끝났을 수도 있다. 그러나 이 결투는 실제가 아닐 수도 있다.
태국에서는 왕이나 장군이 코끼리 목에 올라타 끝에 칼날이 달린 긴 막대기인 응아오(ngaw)와 코끼리를 제어하는 쇠 갈고리를 휴대했다. 그 뒤에 하우더에 앉은 신호병은 두 개의 공작 깃털을 흔들어 신호를 보냈다. 신호병 위에는 점차 쌓아 올린 원형 차양으로 구성된 차트라스(chatras)가 있었는데, 그 수는 기수의 계급을 나타냈다. 마지막으로 코끼리 등 신호병 뒤에는 긴 막대기로 조종하는 조향수가 있었다. 조향수는 짧은 머스킷과 검을 휴대했을 수도 있다.:40–41
말레이시아에서는 말라카 포르투갈 점령 중 20마리의 코끼리가 포르투갈군과 전투를 벌였다.

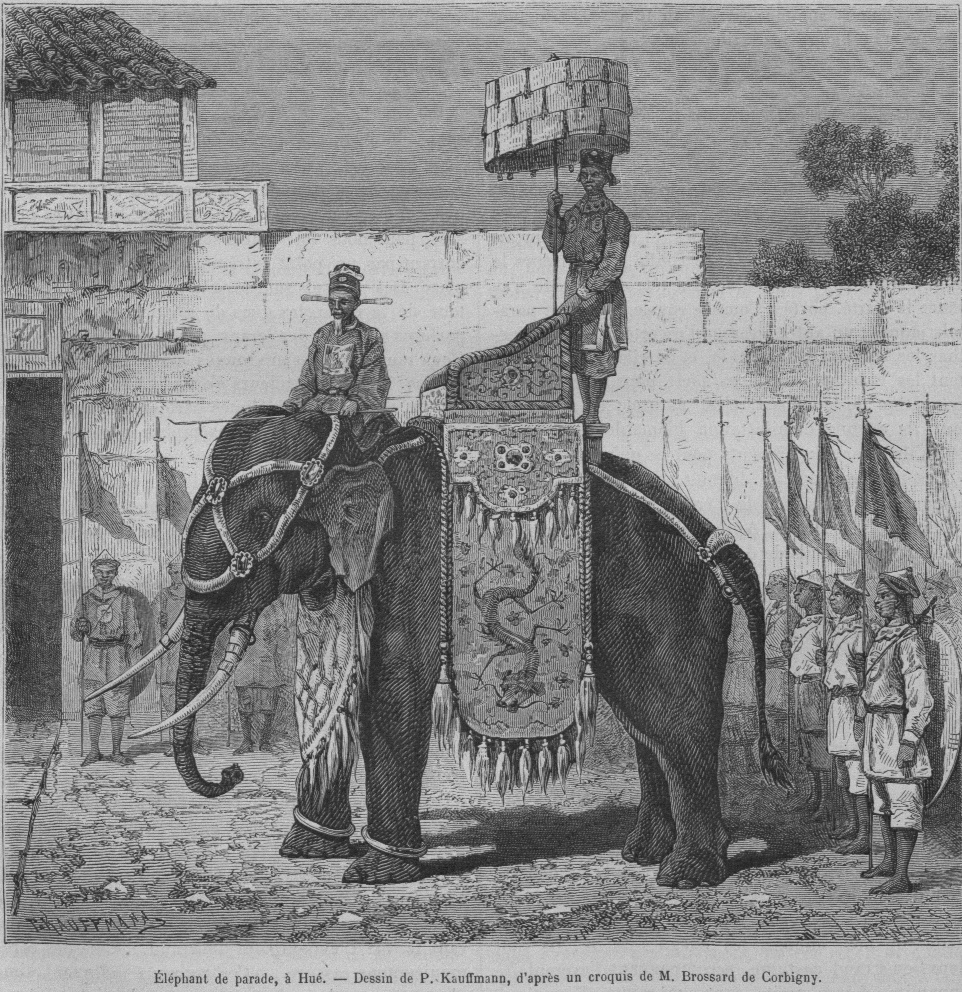
응우옌 왕조 군의 중요한 부분인 코끼리 병사 ("뜨엉빈").

중국은 이 시기 내내 전투 코끼리의 사용을 계속 거부했다. 10세기 남한은 예외였다. 남한은 "중국 영토에서 유일하게 정규군으로 코끼리 부대를 유지했던 국가"였다. 중국 전쟁에서 이러한 예외는 남한이 동남아시아와 지리적으로 가깝고 문화적으로 밀접하게 연결되어 있었기 때문으로 설명된다. 이 코끼리들을 지휘했던 군관은 "거대한 코끼리의 전령사 및 기동관"이라는 칭호를 받았다. 각 코끼리는 10명 이상의 병사를 태울 수 있었다고 알려진 나무 탑을 지지했다. 짧은 기간 동안 전투 코끼리는 948년 초나라 침공과 같은 남한의 승리에 중요한 역할을 했지만, 남한의 코끼리 군단은 결국 971년 샤오에서 송나라 군대의 쇠뇌 사격에 의해 완패했다. 한 학자가 말했듯이, "그 이후로 중국 문화에 도입된 이 이국적인 요소는 역사 속으로 사라졌고, 북부의 전술적 습관이 지배적이었다." 그러나 1449년 명나라가 몽골로부터 수도를 방어하는 데 베트남 전투 코끼리 부대가 도움을 주었다는 기록이 있는 등, 명나라 시대 베이징만큼 북쪽에서도 코끼리가 중국 전쟁에서 사용되었다는 기록이 있다.

## 현대

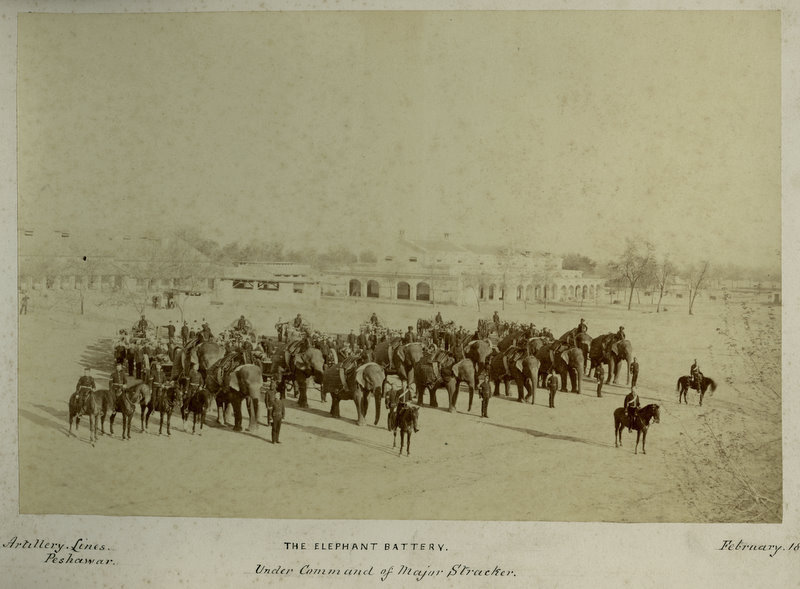
페샤와르의 코끼리 포대

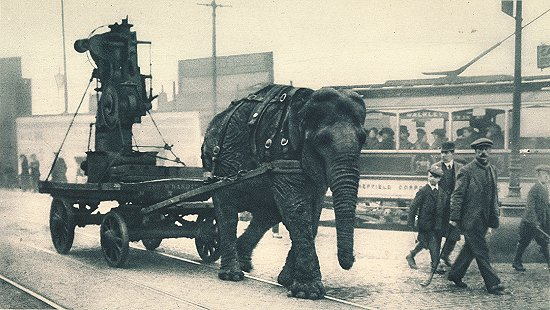
제1차 세계 대전 중 코끼리들이 무거운 장비를 끌었다. 이 코끼리는 셰필드의 군수품 야적장에서 일했다.

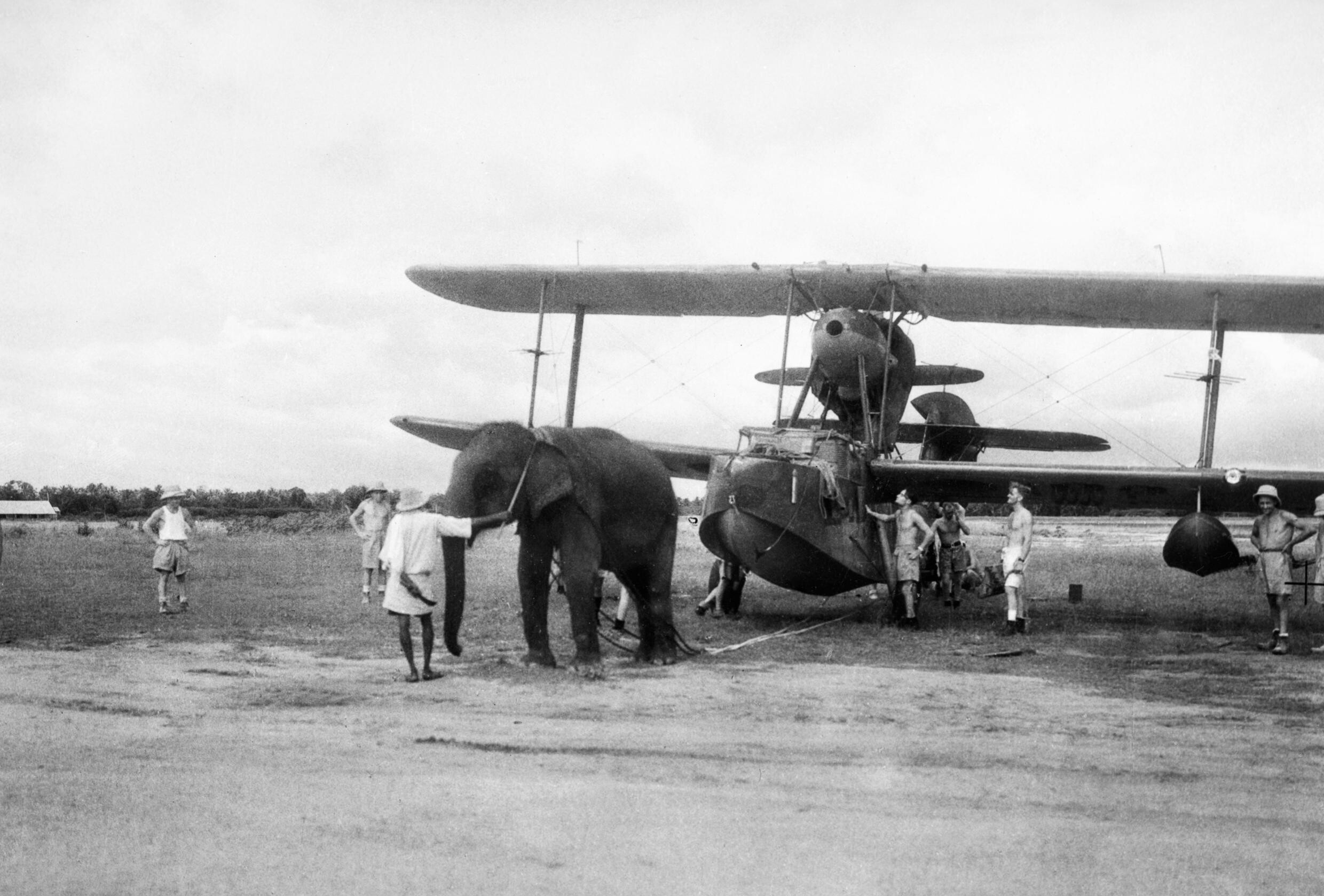
1944년 6월 인도 함대 항공대 기지에서 수퍼마린 월러스 항공기를 끄는 코끼리

15세기 후반 화약전의 출현과 함께, 전장에서 전투 코끼리의 이점의 균형이 바뀌기 시작했다. 머스킷은 코끼리에 제한적인 영향을 미쳤고, 코끼리들은 수많은 총알 세례를 견딜 수 있었지만, 대포 사격은 완전히 다른 문제였다. 단 한 발로 동물은 쉽게 쓰러질 수 있었다. 코끼리들이 여전히 전장에서 지휘관을 태우는 데 사용되었기 때문에, 그들은 적의 포병에게 더욱 매력적인 표적이 되었다.
그럼에도 불구하고, 동남아시아에서는 19세기 말까지 전장에서 코끼리 사용이 계속되었다. 이 지역의 주요 어려움 중 하나는 지형이었으며, 코끼리는 많은 경우 말 기병보다 어려운 지형을 더 쉽게 통과할 수 있었다. 버마군은 중국-버마 전쟁에서 중국 기병대를 격퇴하기 위해 전투 코끼리를 사용했다. 버마군은 제1차 영국-미얀마 전쟁 중 다나부 전투에서 다시 코끼리를 사용했지만, 코끼리들은 영국 육군이 배치한 콩그리브 로켓에 의해 쉽게 격퇴되었다. 시암군은 1893년 프랑스-시암 분쟁까지 징갈로 무장한 전투 코끼리를 계속 사용했으며, 베트남은 청불 전쟁 중 1885년까지 전투에서 코끼리를 사용했다. 19세기 중후반에는 인도에 주둔한 영국군이 황소에게 부적합한 지형에서 대형 공성포를 운반하기 위한 특수 코끼리 포대를 보유하고 있었다.
20세기에도 군용 코끼리는 제2차 세계 대전에서 비전투 목적으로 사용되었다. 특히 이 동물들은 자동차로 이동하기 어려운 지역에서 작업을 수행할 수 있었기 때문이다. 윌리엄 슬림 경, 제14군 사령관은 그의 저서 《코끼리 빌》 서문에서 코끼리에 대해 이렇게 썼다. "그들은 우리를 위해 수백 개의 다리를 건설했으며, 헬레네가 그리스를 위해 했던 것보다 더 많은 배를 건조하고 진수시키는 데 도움을 주었다. 그들이 없었다면 버마에서의 우리의 퇴각은 훨씬 더 고난스러웠을 것이며, 버마 해방을 위한 우리의 진격은 더 느리고 어려웠을 것이다." 군용 코끼리는 베트남 전쟁까지 사용되었다.
코끼리는 2017년 현재 카친 독립군에 의해 보조적인 역할로 사용되고 있었다.
코끼리는 현재 실패한 국가의 많은 군대에서 운송 수단보다는 상아 때문에 더 가치가 있으며, 밀렵으로 인해 내전 중에 수천 마리의 코끼리가 죽었다. 그들은 2004년에 발행된 미국 육군 야전 교범에 짐 나르는 동물로 분류되어 있지만, 코끼리가 멸종위기종이기 때문에 미군 인력의 사용은 권장되지 않는다.

## 길들이기

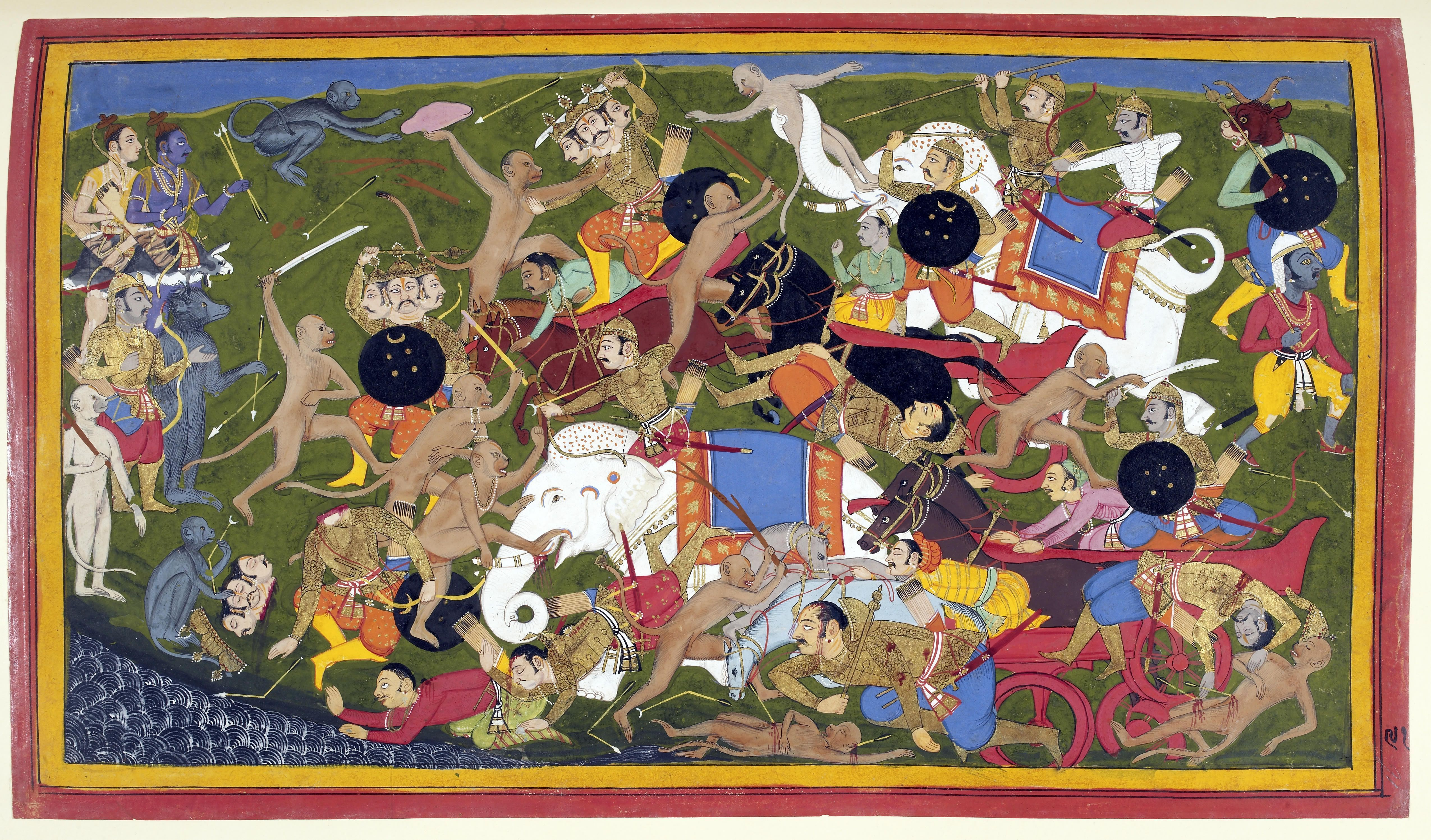
17세기 인도 고대 서사시 라마야나의 랑카 전쟁 묘사, 전투 코끼리들이 보인다.

코끼리 조련사, 기수, 또는 관리인을 머하웃이라고 부른다. 머하웃은 코끼리를 잡고 다루는 일을 담당했다. 이를 위해 그들은 금속 사슬과 '코끼리 고동이'라고 불리는 특수한 앙쿠스를 사용한다. 차나키야가 아르타샤스트라에 기록한 바에 따르면, 머하웃은 먼저 코끼리가 이끄는 것에 익숙해지도록 해야 했다. 코끼리는 기수가 올라타는 것을 돕기 위해 다리를 들어 올리는 방법을 배웠을 것이다. 그런 다음 코끼리는 장애물을 피해 달리고 조작하며 대형을 이루어 움직이는 방법을 배웠다. 이 코끼리들은 체계적으로 적을 짓밟고 공격하는 방법을 배울 수 있었다.
야생 코끼리를 포획하는 것은 여전히 어려운 일이었지만, 사육 번식의 어려움과 코끼리가 전투에 참여할 만큼 충분히 성숙하는 데 오랜 시간이 걸린다는 점을 고려하면 필수적인 일이었다. 60세 된 전투 코끼리는 전투에 가장 적합한 나이로 항상 귀하게 여겨졌다. 오늘날 코끼리는 25세에서 40세 사이에 전성기를 맞고 힘의 절정에 달한다고 여겨지지만, 80세 된 코끼리도 호랑이 사냥에 사용되는데, 이는 더 훈련되고 경험이 많기 때문이다.
모든 전투 코끼리가 수컷이었던 이유는 수컷의 공격성이 더 크기 때문이라고 흔히 생각되지만, 실제로는 암컷 코끼리가 수컷으로부터 달아나기 때문이었다. 따라서 전쟁에서는 수컷 코끼리만 사용될 수 있었고, 암컷 코끼리는 물류에 더 흔히 사용되었다.

## 전술적 사용

1857년 인도 세포이 항쟁 장면 (코끼리 위에 사격수가 있음을 주목하라)

코끼리는 다양한 군사적 목적으로 사용될 수 있었다. 전투에서 전투 코끼리는 보통 전선의 중앙에 배치되어 돌격을 막거나 자신들이 돌격을 수행하는 데 유용했다. 그들의 거대한 크기와 위협적인 모습은 그들을 귀중한 중기병으로 만들었다. 전장 밖에서는 무거운 군수물자를 운반할 수 있었고, 최고 속도 약 30 킬로미터 매 시 (19 mph)로 유용한 운송 수단을 제공했다. 이는 기계화 차량이 등장하여 대부분 구식화되기 전까지였다.

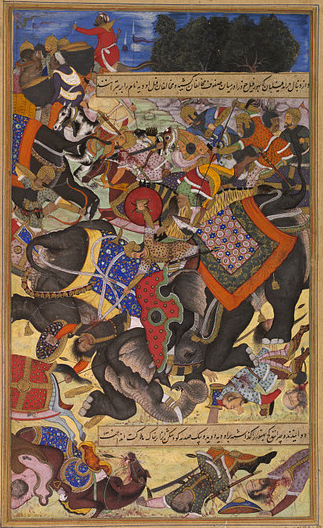
1567년 칸 자만과 바하두르 칸의 반군에 대한 무굴 캠페인 중 코끼리 시트라난드가 다른 코끼리 우디야를 공격하는 모습

돌격 외에도, 코끼리는 전장 중앙에서 궁수들이 화살을 쏘기에 안전하고 안정적인 플랫폼을 제공할 수 있었고, 이 플랫폼에서 더 많은 표적을 보고 교전할 수 있었다. 머하웃이라고 불리는 기수는 동물을 통제하는 책임이 있었고, 종종 자신도 무기, 예를 들어 끌 칼날과 망치 (비상시에 자신의 탈것을 죽이기 위함)를 휴대했다. 코끼리는 때때로 자체 무기와 갑옷으로 더욱 강화되기도 했다. 인도와 스리랑카에서는 철강 공이 박힌 무거운 쇠사슬이 코끼리 코에 묶여 있었고, 코끼리들은 이를 위협적이고 능숙하게 휘두르도록 훈련받았다. 수많은 문화권에서 코끼리칼과 등 위의 보호탑인 하우더와 같은 특수 장비를 코끼리를 위해 고안했다. 16세기 후반에는 코끼리에 대항하여 컬버린, 징갈, 로켓이 도입되었는데, 이러한 혁신은 결국 코끼리가 전장에서 현역 복무에서 물러나게 만들었다.
더 효율적인 운송 수단과 무기의 등장 외에도, 전투 코끼리는 결국 퇴역하게 된 명확한 전술적 약점을 가지고 있었다. 고통스러운 부상을 입거나 조련사가 죽으면 코끼리는 당황하는 경향이 있었고, 종종 무차별적으로 날뛰어 양측에 사상자를 발생시켰다. 숙련된 로마 보병들은 종종 코끼리의 코를 잘라내 즉각적인 고통을 유발하고, 아마도 코끼리가 자신의 진영으로 도망치게 하려고 시도했다. 투창으로 무장한 빠른 산병들도 로마인들에 의해 코끼리를 쫓아내는 데 사용되었으며, 불타는 물체나 튼튼한 긴 창의 대열, 예를 들어 트리아리이도 사용되었다. 고전 고대에서 코끼리 부대를 교란하는 또 다른 방법은 전투 돼지를 배치하는 것이었다. 고대 작가들은 코끼리가 "가장 작은 돼지의 꽥꽥거리는 소리에도 겁을 먹을 수 있다"고 믿었다. 그러나 일부 군벌들은 이 표현을 문자 그대로 해석했다. 예를 들어 디아도코이 전쟁 중 메가라 포위전에서 메가라 주민들은 돼지 떼에 기름을 붓고 불을 붙인 다음 적군의 밀집된 전투 코끼리 쪽으로 몰아붙였고, 코끼리들은 결국 공포에 질려 도망쳤다고 전해진다.
전투 코끼리의 전장에서의 가치는 여전히 논쟁의 여지가 있는 문제이다. 19세기에는 서양, 로마의 보병과 규율 중시와 동양의 이국적인 전투 코끼리 사용을 대비시키는 것이 유행이었는데, 후자는 단순히 심리적 전술에 의존하여 적을 격파하는 것이었다. 한 작가는 전투 코끼리가 "낯선 소리에 잘 놀라고 쉽게 겁을 먹어 대형을 무너뜨리고 도망치는 경향이 있다"고 언급했다. 그럼에도 불구하고, 수천 년 동안 전투 코끼리가 계속 사용되었다는 사실은 역사 속 전장 지휘관들에게 그들의 지속적인 가치를 증명한다.

## 문화적 유산
많은 전통 전쟁 게임에는 전투 코끼리가 등장한다. 체스 게임의 비숍은 산스크리트어, 말라얄람어, 러시아어, 벵골어, 아랍어, 스페인어를 포함한 여러 언어에서 코끼리라고 불린다. 중국 장기에서는 코끼리라고 불린다.
일본의 게임인 쇼기에서는 한때 "취한 코끼리"라는 기물이 있었지만, 고나라 천황의 명령에 의해 삭제되어 오늘날 일본에서 플레이되는 버전에는 더 이상 나타나지 않는다.
원래 전쟁에 사용하기 위해 고안된 코끼리 갑옷은 오늘날에는 주로 박물관에서만 볼 수 있다. 특히 훌륭한 인도 코끼리 갑옷 한 벌은 리즈의 로열 아머리스 박물관에 보존되어 있으며, 인도 전역의 박물관에는 다른 훌륭한 작품들이 전시되어 있다. 인도의 건축물 또한 수년에 걸쳐 코끼리 전쟁의 깊은 영향을 보여준다. 로하가르 포트와 같은 많은 군사 관문에는 전투 코끼리가 장식되어 있으며, 쿰발가르 포트와 같은 일부 뾰족한 코끼리 방지 문은 여전히 남아있다. 인도 전역에서 오래된 관문은 하우더가 있는 코끼리가 통과할 수 있도록 유럽의 관문보다 훨씬 높다.
전쟁 코끼리는 또한 19세기 오리엔탈리즘 회화 전통이나 톨킨 이후 문학에서 인기 있는 예술적 비유로 남아 있는데, 톨킨은 '올리판트' 또는 무마킬 형태의 환상적인 전쟁 코끼리를 대중화했다.

## 대중문화에서
러디어드 키플링의 정글 북에 나오는 하티는 영국령 인도 육군에서 중포를 끌었던 전직 인도 전투 코끼리이다. 코끼리 투마이에 나오는 칼라-낙은 제1차 영국-아프가니스탄 전쟁 중 비슷한 임무를 수행했다.
수많은 전략 비디오 게임에는 코끼리가 특수 유닛으로 등장하며, 대개 특정 진영에만 제공되거나 특별한 자원을 필요로 한다. 여기에는 에이지 오브 엠파이어, 켈틱 킹즈: 포에니 전쟁, 문명 시리즈, 토탈 워 시리즈, 하츠 오브 아이언 4, 임페라토르: 롬, 그리고 크루세이더 킹즈 3가 포함된다.
2004년 영화 알렉산더에서 히다스페스 전투를 묘사하는 장면에는 마케도니아 팔랑크스에 맞서 싸우는 전투 코끼리들이 등장한다.
2017년 비디오 게임 어쌔신 크리드 오리진에서는 지도에 보스전으로 분포되어 있다.
반지의 제왕: 왕의 귀환에서 무마킬(또는 올리판트)는 사우론과 그의 하라드림 군대가 펠렌노르 평원 전투에서 사용하는 가상의 거대한 코끼리 같은 생물이다.

## 같이 보기
- 기병 전술
- 코끼리의 문화적 묘사
- 코끼리로 으깨기
- 유럽 코끼리 역사
- 전투 코끼리가 참전한 전투 목록
- 개별 코끼리 목록
- 사산조 군대
- 태국 코끼리
- 머하웃
- 하우더

## 일반 및 인용된 참고 자료
- Andrade, Tonio (2016), 《The Gunpowder Age: China, Military Innovation, and the Rise of the West in World History》, Princeton University Press, ISBN 978-0-691-13597-7.
- Andrade, Tonio (2019), 〈How Yongle learned to stop worrying and love the gun: Perspectives on Early Ming Military〉,   Ken, Swope, 《The Ming World》, Taylor & Francis, 71–87쪽, ISBN 978-1-00-013466-7
- Chakravarti, P.C (2003). 《The Art of War in Ancient India》.
- Charles, Michael B. (2007). 《The Rise of the Sassanian Elephant Corps: Elephants and the Later Roman Empire》. 《Iranica Antiqua》 42. 301–346쪽. doi:10.2143/IA.42.0.2017880.
- Chinnock, E. J. (1884). 《The Anabasis of Alexander: The Battle of Gaugamela by Arrian》. (trans).
- Davis, Paul K. (1999). 《100 Decisive Battles from Ancient Times to the Present: The World's Major Battles and How They Shaped History》.
- Di Cosmo, Nicola (2006), 《The Diary of Manchu Soldier in Seventeenth-Century China》
- Ebrey, Patricia Buckley; Walthall, Anne; Palais, James (2006). 《East Asia: A Cultural, Social, and Political History》. Boston: Houghton Mifflin Company. ISBN 0-618-13384-4.
- Fox, Robin L. (2004). 《Alexander the Great》. Penguin. ISBN 0-14-102076-8.
- Goldsworthy, Adrian (2003). 《The Fall of Carthage: The Punic Wars 265–146 BC》. Orion. ISBN 0-304-36642-0.
- Gowers, William (1947). 《The African Elephant in Warfare》. 《African Affairs》 46 (Oxford University Press). 42–49쪽. doi:10.1093/oxfordjournals.afraf.a093538. JSTOR 718841.
- Irfan Habib; Vivekanand Jha (2004). 《Mauryan India》. A People's History of India. Aligarh Historians Society / Tulika Books. ISBN 978-81-85229-92-8.
- Jayawardhene, Jayantha (1994). 《Elephant in Sri Lanka》.
- Joregensen, Christer; Niderost, Eric; Rice, Rob S. (2008). 《Fighting Techniques of the Oriental World》. Amber Books.
- Keegan, John (1993). 《전쟁의 얼굴》. Pimlico. ISBN 0-679-73082-6.
- Kiernan, Ben (2019). 《Việt Nam: a history from earliest time to the present》. 옥스퍼드 대학교 출판부. ISBN 978-0-19-005379-6.
- Kistler, John M. (2006). 《War Elephants》. Westport, CT: Praeger.
- Lahiri Choudhury, D.K. (1988). 〈The Indian elephant in a changing world〉.   C.M. Borden. 《Conternporary Indian Tradition》. Washington D.C. USA: Smithsonian Institution Press. 303–321쪽.
- Nossov, Konstantin (2008). 《War Elephants》. Bloomsbury USA. ISBN 978-1-84603-268-4..
- Peers, C.J. (2006), 《Soldiers of the Dragon: Chinese Armies 1500 BC – AD 1840》, Osprey Publishing Ltd
- Rance, Philip (2003). 《Elephants in Warfare in Late Antiquity》 (PDF). 《Acta Antiqua Academiae Scientiarum Hungaricae》 43. 355–84쪽. doi:10.1556/AAnt.43.2003.3-4.10.
- Rance, Philip (2009). 《Hannibal, Elephants and Turrets in Suda Θ 438 [Polybius Fr. 162B] – An Unidentified Fragment of Diodorus》. 《Classical Quarterly》 59. 91–111쪽. doi:10.1017/S000983880900007X. S2CID 170387260.
- Rawlinson, George (1885). 《The Seven Great Monarchies of the Ancient Eastern World: The Seventh Monarchy: History of the Sassanian or New Persian Empire》 2007 reprint판. Kessinger. ISBN 978-1-4286-4792-3.
- 헴 찬드라 라이차우두리 (1988) [1967]. 〈India in the Age of the Nandas〉.   K. A. 닐라칸타 샤스트리. 《Age of the Nandas and Mauryas》 Seco판. Delhi: Motilal Banarsidass. ISBN 978-81-208-0466-1.
- Said, Edward (1978). 《Orientalism》. Knopf Doubleday Publishing. ISBN 0-394-74067-X..
- Sankalia, H.D. (1963). 《Ramayana: Myth or Reality》. New Delhi: People's Publishing House. ISBN 9788170071006. OCLC 1170237.
- Schafer, Edward H. (1957). 《War Elephants in Ancient and Medieval China》. 《Oriens》 10. 289–91쪽. doi:10.2307/1579643. JSTOR 1579643.
- Scullard, H. (1948). 《Hannibal's elephants》. 《Numismatic Chronicle》. Series 6 8. 158–68쪽.
- Scullard, H. H. (1974). 《The Elephant in the Greek and Roman World》. London: Thames and Hudson. ISBN 0-500-40025-3.
- Singh, Upinder (2008). 《A History of Ancient and Early Medieval India: From the Stone Age to the 12th Century》. Pearson Education India. ISBN 978-81-317-1677-9.
- Sun, Laichen (2003). “Chinese Military Technology and Dai Viet: c. 1390–1497”. Asia Research Institute Working Paper Series No. 11. Singapore: Asia Research Institute.
- Sun, Laichen (2006). 〈Chinese Gunpowder Technology and Đại Việt, ca. 1390–1497〉.   Reid, Anthony; Tran, Nhung Tuyet. 《Viet Nam: Borderless Histories》. Cambridge: Cambridge University Press. 72–120쪽. ISBN 978-1-316-44504-4.
- Terwiel, Barend Jan (2013). 《What Happened at Nong Sarai? Comparing Indigenous and European Sources for Late 16th Century Siam》. 《Journal of the Siam Society》 101.
- Wade, Geoff; Sun, Laichen (2010). 《Southeast Asia in the Fifteenth Century: The China Factor》. Hong Kong University Press. ISBN 978-9971-69-448-7.
- White, Horace, 편집. (1899). 《The Roman History of Appian of Alexandria》 I. London; New York: George Bell and Sons. Vol. II (of 2).
- 이언 워딩턴 (2014). 《By the Spear: Philip II, Alexander the Great, and the Rise and Fall of the Macedonian Empire》. 옥스퍼드 대학교 출판부. ISBN 978-0-19-992986-3.